# 行田足袋

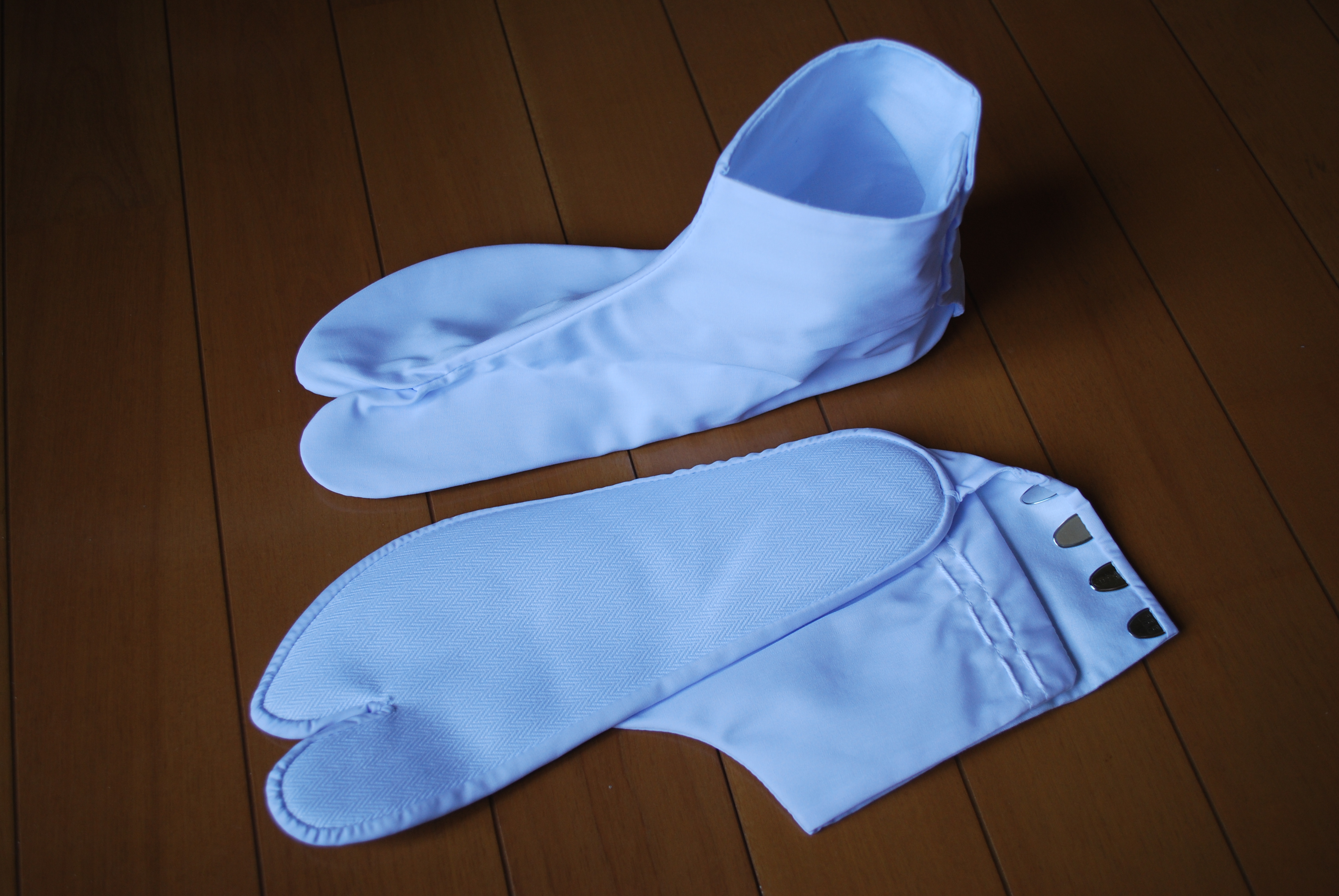
行田足袋（白足袋）

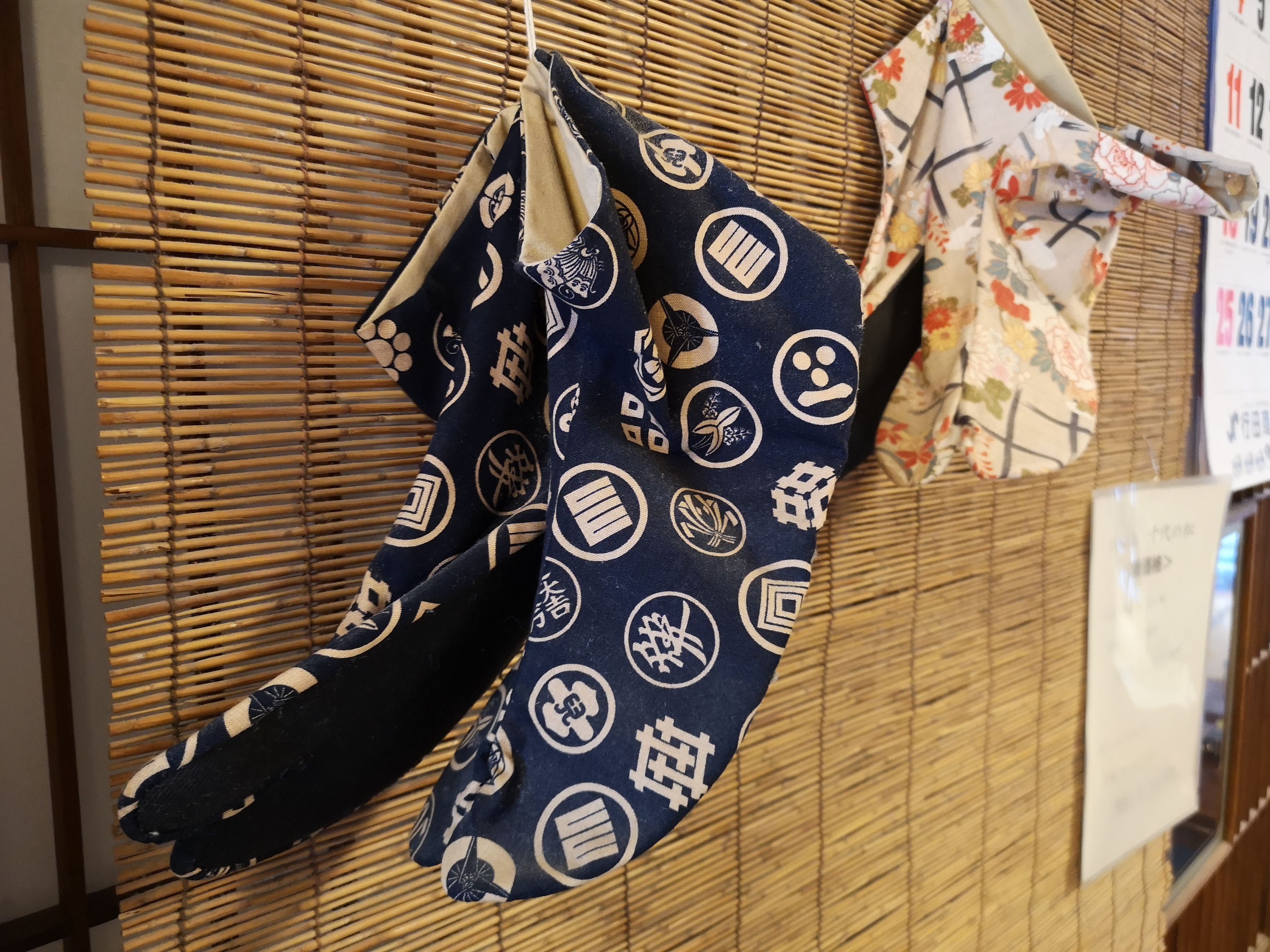
行田足袋（色柄足袋）

行田足袋（ぎょうだたび）は、埼玉県行田市に本社を置く企業が製造する足袋である。
江戸時代中期に産業として誕生し、以来、約300年にわたり行田は日本有数の足袋生産地として知られる。「行田」という地名は、江戸時代には忍城の城下町の町人町で、1889年（明治22年）の町村合併以後は忍町の字名のひとつであったが、行田足袋が広く知られるようになったことから、1949年（昭和24年）5月3日に忍市として市制施行しながら、即刻「行田市」と改称するきっかけとなった。
行田足袋は国の伝統工芸品と地域団体商標であり、行田足袋とその関連資料5,484点は国の重要有形民俗文化財に指定されている。2017年（平成29年）には、行田足袋の保管のために建造された足袋蔵等とともに「和装文化の足元を支え続ける足袋蔵のまち行田」の構成文化財として日本遺産にも認定された。

## 概要
江戸時代中頃に中山道の宿場町の需要を見込んで生産され、下級武士や農家の婦女子の副業として家内手工業において発展した。明治維新によって身分制度が撤廃されたことにより、需要・生産力ともに向上した。明治時代の後半には、機械化によって生産工程の細分業化や工場での大量生産が可能となり、大正時代から昭和初期にかけて全盛期を迎えた。行田足袋は、1938年（昭和13年）頃には日本全国の足袋生産の8割を占め、1955年（昭和30年）頃まで行田市域の地場産業であった。
行田の足袋産業は小企業が多くを占めたことに加え、さらに内職として下請けに出されるため、行田の街全体が足袋生産工場の様相をなした。どこの裏路地に入ってもミシンの音が聞こえるほどに、全盛期の行田では大多数の住民が足袋を縫っていたという。足袋生産に時間をかけるために、手軽に食べられる「ゼリーフライ」などの料理が郷土食として定着した。
和装の衣装として一般的な白足袋のみならず、多様な色足袋、柄足袋を生産し、地方ブランドとして確立した地位を築いた。1954年（昭和29年）にナイロン靴下が発売されると急激に需要が落ち込み、昭和30年代には産業としては衰退に向かったが、21世紀においても全国シェアの35%を占める日本一の足袋産地である。発祥以来、各足袋商店が東京など大都市圏の問屋を通さずに直接取引によって利益を上げつつ、他の足袋商店と専売先を競わずに共存共栄していった地域産業の形態に特色がある。
2017年放送の池井戸潤の小説を原作としたTBS系テレビドラマ「陸王」で注目された。

## 歴史

### 地理的背景

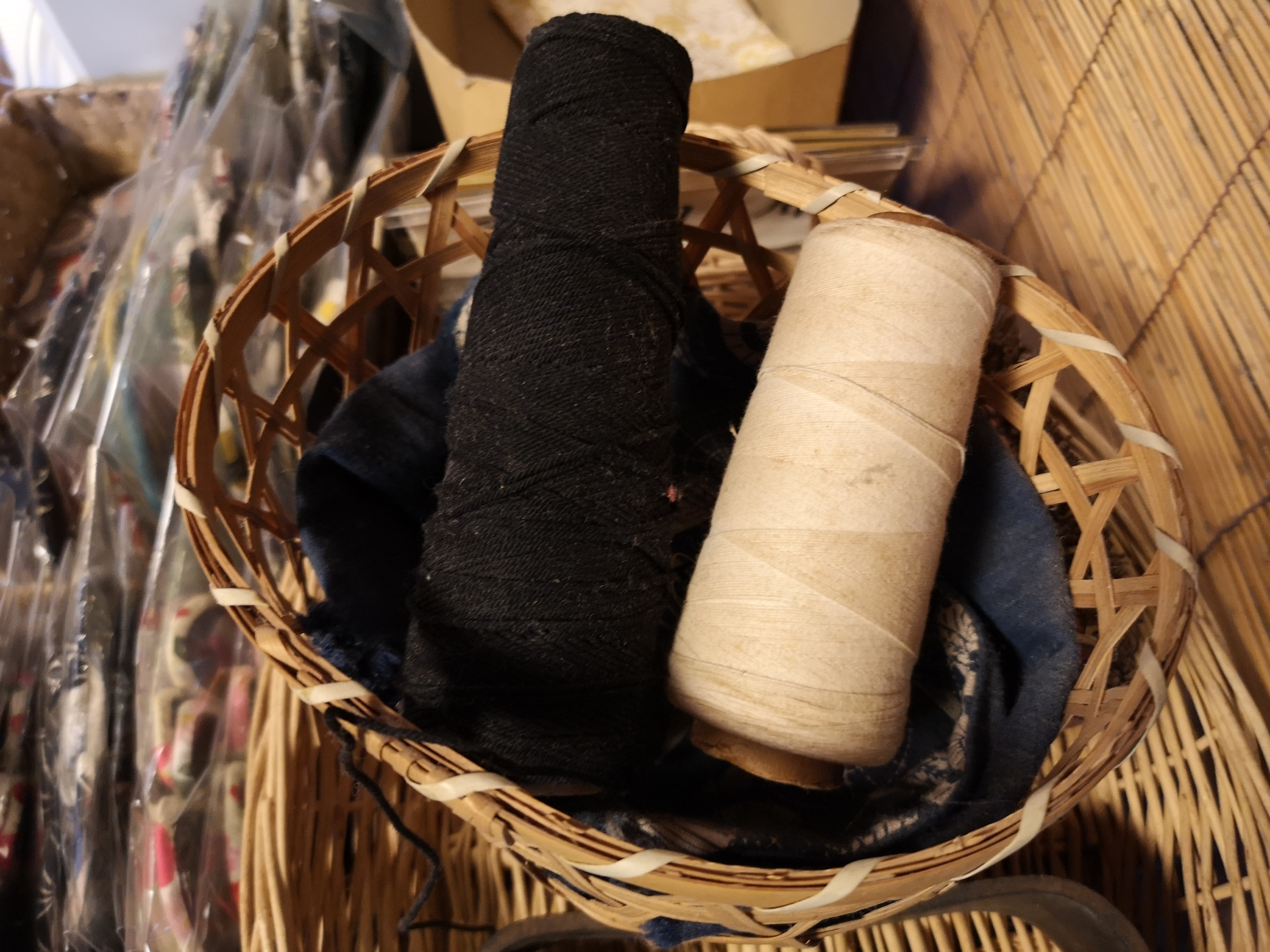
行田足袋に用いられる青縞（藍染）と白木綿の糸

利根川と荒川に挟まれた行田市一帯、熊谷以東の地域では、これら河川の氾濫で堆積した砂質土に荒川の伏流水を多く含む礫層と豊富な水、夏季に高温になる気象条件が綿花や藍の栽培に適していた。第一銀行を創業した渋沢栄一もこの地方の藍商人であったという。綿花の栽培は、明治時代中頃まで盛んに行われ、これらを原料として、農家では藍で染色した糸で織った青縞織や白木綿を副業として製織した。
行田足袋は、こうした地産の青縞織や白木綿を原材料として活用し、江戸時代の中頃から作られ始めた。ただし、青縞織も白木綿も足袋の甲の表地向きの木綿であり、足袋底に用いる木綿は当初から他の産地から移入する必要があった。このため、近代以前から足袋商人は独自のルートを全国に開拓し、各地の織物生地を幅広く仕入れる必要があった。仕入れ先や産地の違いは、織物の生地の品質が一定にならないということであり、足袋の出来栄えを左右した。このため行田の足袋産業は主に仕入れた材料の品質に対応した少量多品種生産の形態をとった。
行田は関東七名城のひとつ忍城の城下における町人町の区画であり、要衝の町であった。足袋は中山道の交通に目をつけた近隣の熊谷宿を中心に始まり、当初は旅装や武装として手甲や脚絆などを制作する長物師が足袋も製造したが、その需要を見込んで、やがて農家や下級武家の内職としても製造されるようになった。

### 江戸時代

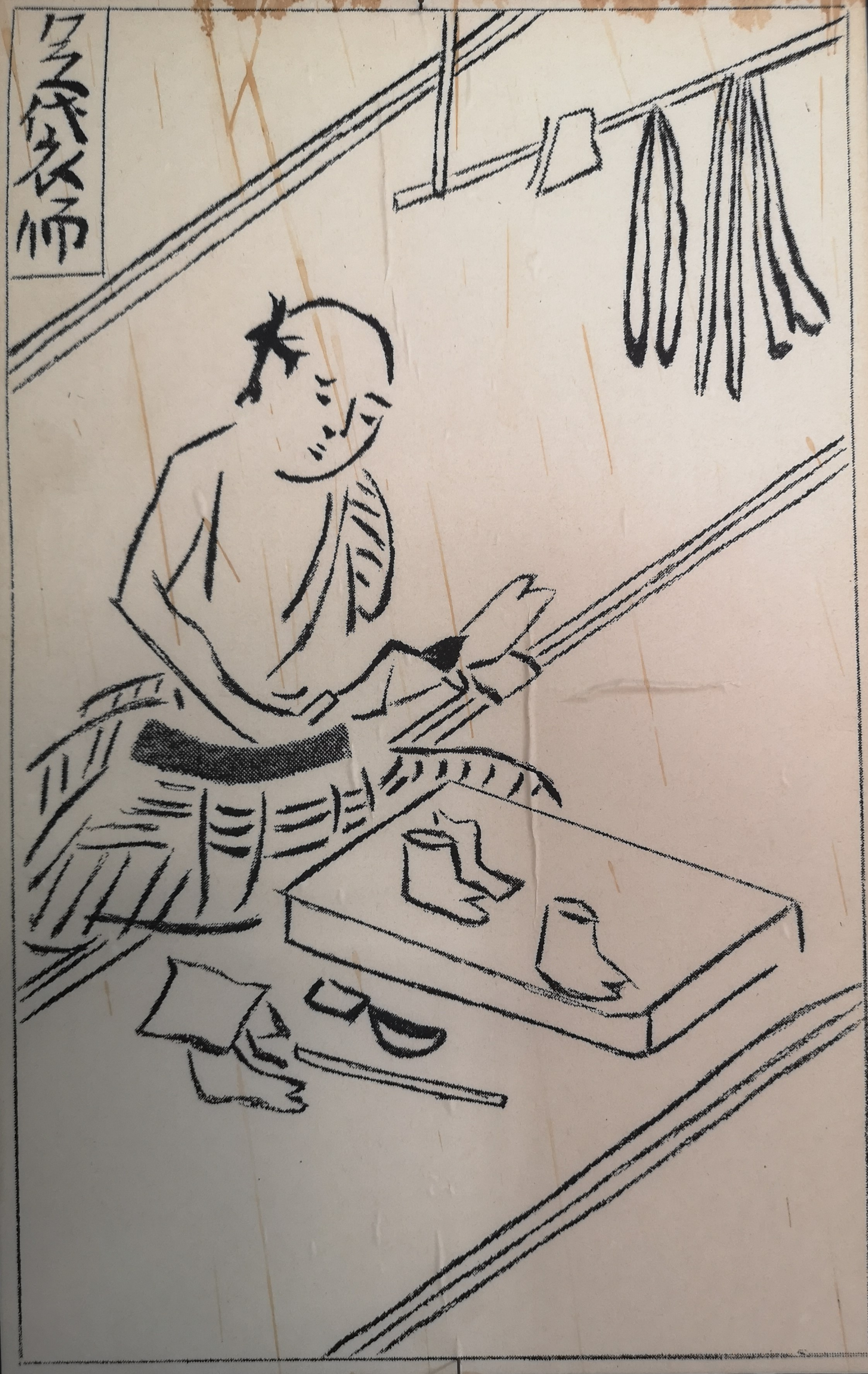
江戸時代の足袋職人(『人倫訓蒙図集』より)

行田足袋の発祥は「貞享年間亀屋某なる者専門に営業を創めたのに起こり」と伝わり、文献では享保年間（1716年–1735年）頃の「行田町絵図」に3軒の足袋屋が記されている。1735年（享保2年）の村井昌弘の木版本『単騎要略』に「木綿の刺たびを外縫に製して用ゆべし。今世関東にて、おし刺など云は、其上品なり」と記録され、1657年（明暦3年）の明暦の大火で鹿皮が不足して作られるようになった木綿の足袋が「其上品なり」として、「おし刺（忍、すなわち行田産の差し縫いによる木綿足袋）」が挙げられている点は、足袋の風俗史からみても注目されている。行田足袋は1765年（明和2年）の「東海木曽両道中懐宝図鑑」には「忍のさし足袋名産なり」と広く知られるまでの産業に成長した。三浦忠軒文書に「1804年（文化元年）10月亀谷又七郎にて足袋を求めた」記録が残され、1805年（文化2年）の『木曽路名所図絵』にも「吹上の茶屋にて忍さしの足袋ををあきなふ」と記されている。
足袋には株仲間がなく、比較的自由な取引が可能であったことから盛んに製造され、天保年間（1830年–1844年）の頃には27軒の足袋屋が軒を連ねた。当時の足袋は1針ずつ手で縫い付ける差底（さしぞこ）のつくりで、生産に極めて手間がかかり、そこに内職として低賃金で賄える多くの人手を必要とした。農家が内職として足袋製造を行うようになったのは、江戸時代末頃からとされる。行田足袋は、旧忍町（現在の行田市）を中心に、この周辺地域の人々の経済的な相互協力によって支えられ発展した。
伝承によれば、享保年間に当時の忍城主であった阿部豊後守正喬が、武家の子女の教養とされた縫製技術を活かした内職として下級藩士の婦女子に足袋作りを奨励したというが、これについては定かではない。阿部は幕府の老中であり、藩士の数は少ない方であったことから、家臣に内職を奨励する必要があったのかについては疑義があり、江戸時代に藩主が下級武士に内職を奨励してこれが特産品となった事例は、米沢の筆や米沢織や原方刺し子、長門の傘、川越の日本外史印刷などの他例があることから行田足袋もその一例とみた後世の説とする見方もある一方、忍藩は利根川と荒川の洪水によって田に甚大な被害を受け、幕府から借金するなど、阿部正喬の頃より財政難に陥ったことから藩主が内職を奨励した可能性も否定されていない。明治維新によって身分制度が崩壊すると、下級士族の妻女が生活の糧に足袋生産の内職に勤しみ、元藩士の中には足袋製造や足袋商人に転身した者もいた。

### 明治時代
行田足袋が産業としてこの地域で不動の地位を占めるようになったのは、明治維新による。身分制度が崩壊したことから、庶民の間でも日常生活の中で足袋を履くことが一般化し、需要が増大した。
1871年（明治4年）には、行田全体で48万足を生産した。加えて1873年から1874年（明治6年–7年）頃に信州から石底の技術が行田付近の農家に導入されると、差底に比べて労力が削減されたことから生産量が増加した。

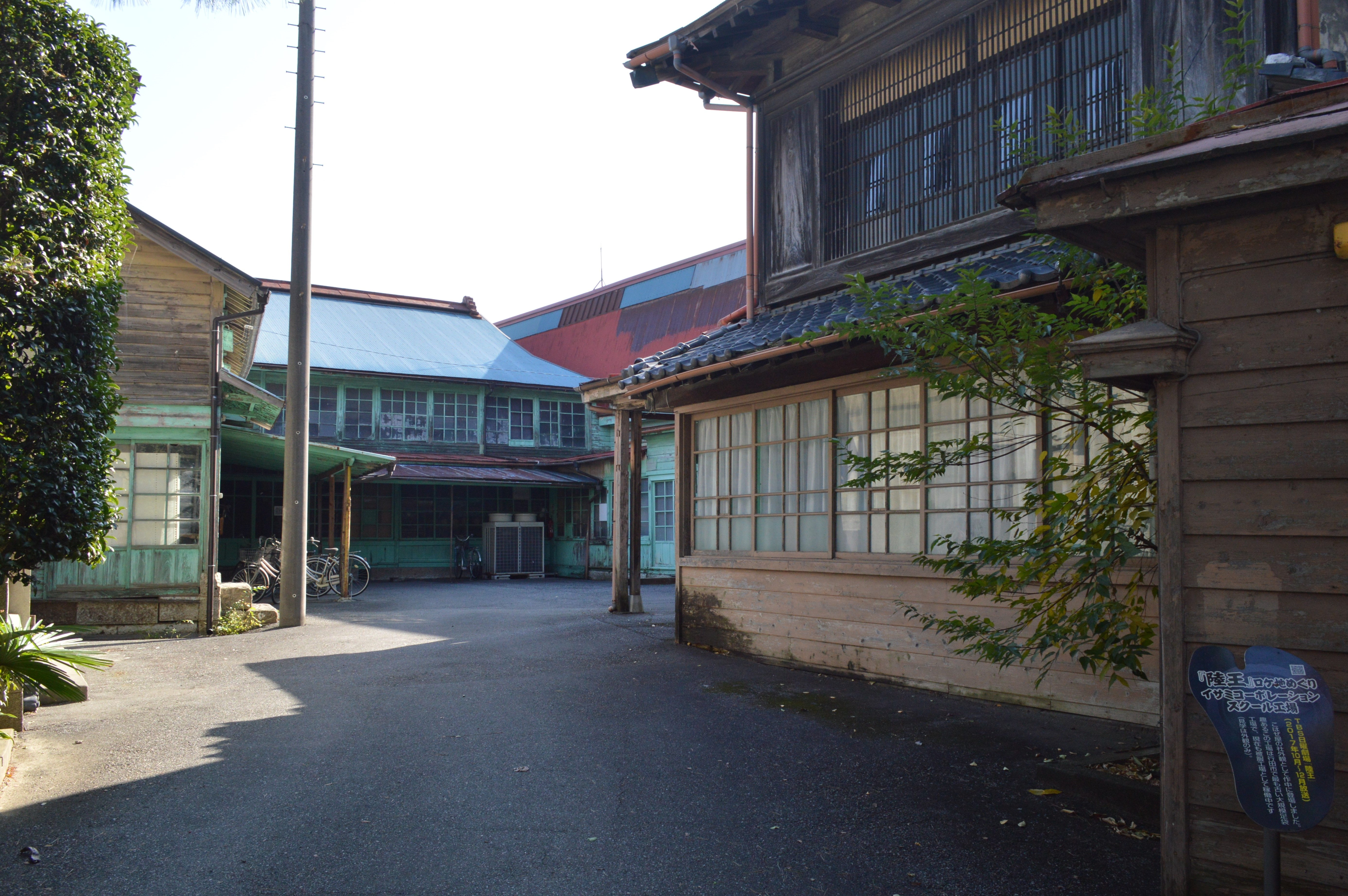
現存する行田最古の足袋工場・イサミスクール工場（2020年）

1877年（明治10年）の西南戦争は、行田足袋に最初の軍用品の特需をもたらした。景気が上向き、それまで木綿生産を主としていたところから足袋製造業に転業する動きが加速し、この年には足袋組合が結成され、52名が名を連ねた。足袋問屋や足袋縫製業者、下請け加工や内職を行う等、何らかの形で足袋産業に関与する者が街中にあふれ、1885年（明治18年）には足袋縫製業者は69軒に増加、50万足を生産した。明治期の軍需は行田足袋産業にとって飛躍の機会であり、1894年–1895年（明治27年–28年）の日清戦争では海軍から艦上用の足袋の受注を独占し、1904年–1905年（明治37年–38年）の日露戦争では陸軍からわらじ掛けの足袋を大量受注して生産を伸ばした。日露戦争後の好景気を背景に、行田では足袋工場の建設ブームが巻き起こり、店や住宅の裏庭でかつて馬の世話をした空き地に、競って足袋工場が建設された。
| 手回しミシン「フジミシン」で足袋を縫う女性（明治後期） |  | 明治20年代の「フジミシン」 |
| 手回しミシン「フジミシン」で足袋を縫う女性（明治後期） |  | 明治20年代の「フジミシン」 |

家内手工業であった行田足袋で最初に建設された工場は、1886年（明治19年）、大工町日野屋の酒蔵を改築した「橋本足袋工場」（橋本喜助商店）であった。橋本足袋工場は、180坪の工場で原料の整理・足袋製造・検品・荷造りまでを行い、1890年（明治23年）には手回しミシンを導入して一部工程の機械化による生産能率の向上を図った。その後1894年（明治27年）頃までに、裁断機や手回しミシンなどの機械を導入する業者が急増し、製造工程の分業化や関連業の独立が進んだ。
足袋産業は、行田の町の発展にも大きく貢献した。1873年（明治6年）に忍城が取り壊されると、多くの士族が行田を離れ、さらに1883年（明治16年）に高崎線が熊谷まで開通した際のルート上から外れたことにより、人口減少が加速した。1876年（明治9年）当時の忍町地域の人口は9,611人だったが、1896年（明治29年）には7,622人まで減少していた。この衰退傾向の中、足袋の商標ラベルなどを手掛けていた今津印刷所の今津徳之助を中心に、橋本喜助商店などの有力な足袋商店などが共同出資し、1892年（明治25年）に電信を架設し郵便局での電報為替業務が始まり、翌1893年（明治26年）には小包の取扱いに着手した。続いて1896年（明治29年）には忍商業銀行を設立、1900年（明治33年）には忍馬車鉄道が行田 - 吹上間で開業し、足袋の取引先との連絡や送金、商品発送や資金繰りの安定を図る足袋産業の事業者らの取組により、町のインフラが整備された。1909年（明治42年）に電話が開通し、1910年（明治43年）に行田電燈会社が設立されて地域への電気の供給が始まり、ミシンが電動化されると、行田足袋の生産量は急増した。
家内手工業から動力ミシンを導入した工場での製造への転換が促進され、1905年（明治38年）に足袋問屋・製造卸業者は60軒、加工業者は474軒で445万足を生産した行田足袋は、1911年（明治44年）には1,510万足を生産するまでに急成長を遂げた。

### 大正時代

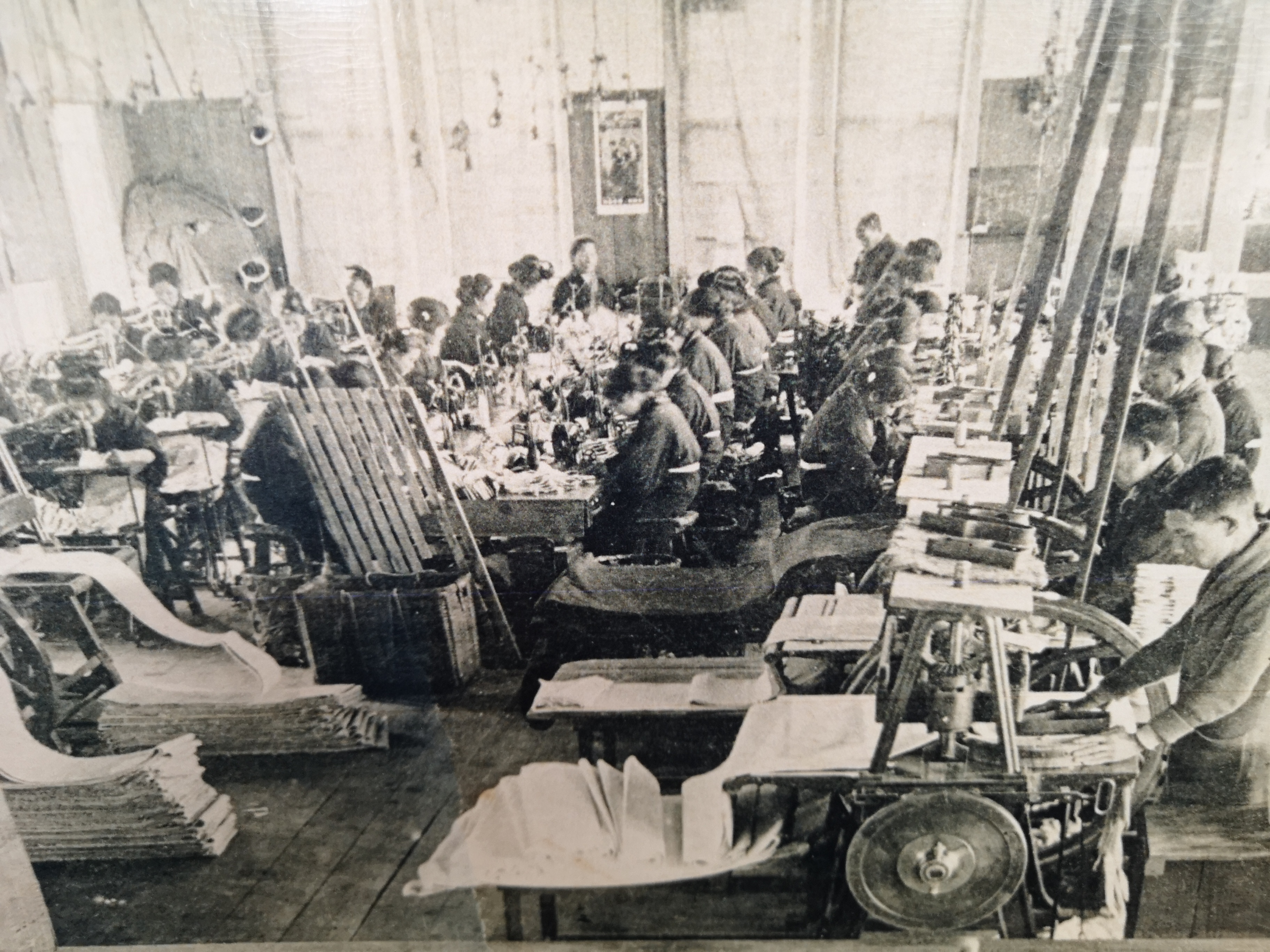
大正時代の行田足袋工場（裁断の工程）

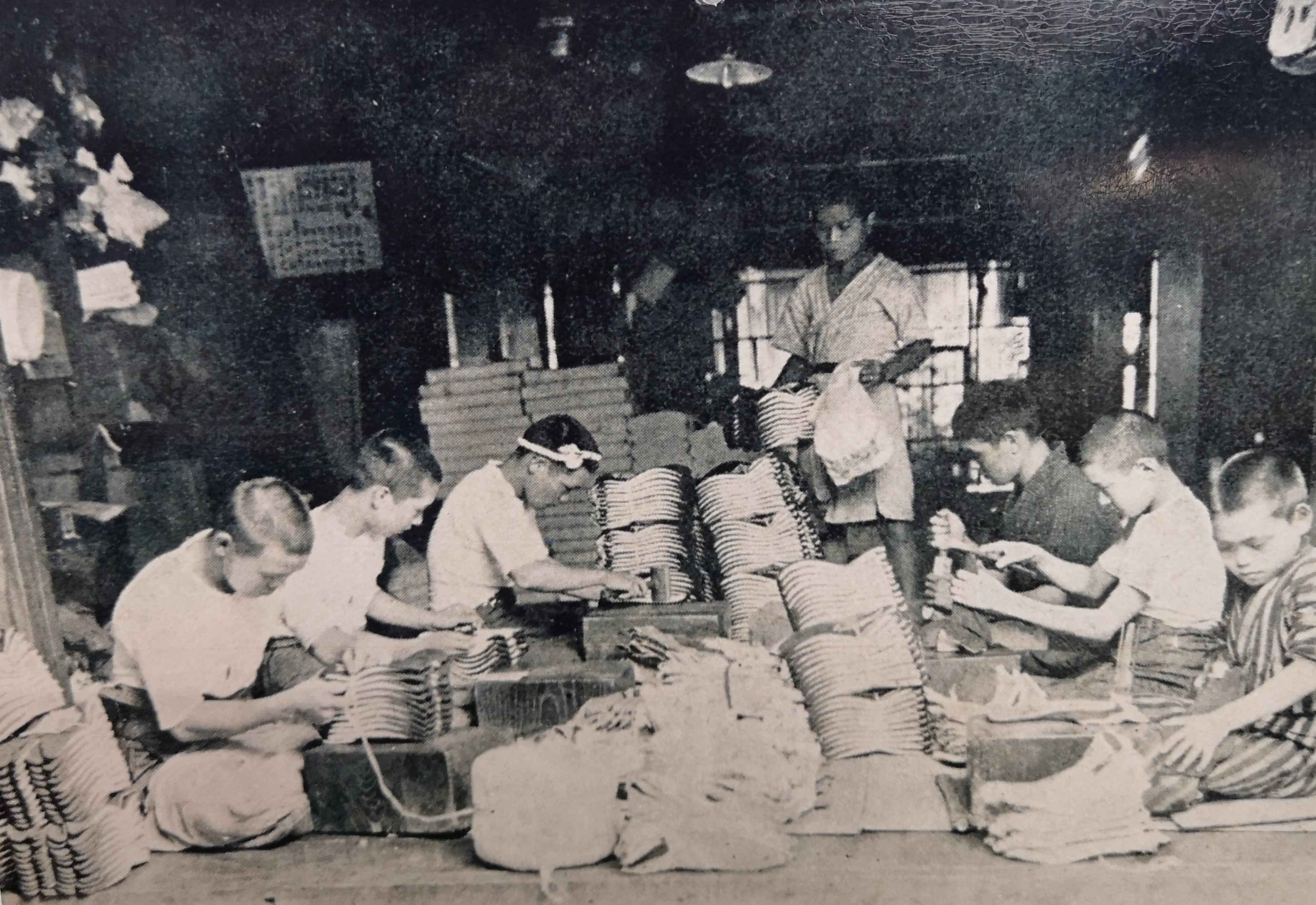
大正時代初期の石嶋商店の足袋製造（仕上げ）工程

工場製工業の発展期であった大正時代、行田足袋産業は大規模工場化ではなく、のれん分けして独立する小規模分業経営の路線を進んだ。のれん分けして独立することを、行田では足袋の製造工程になぞらえ「仕上がる」と言う。行田足袋の生産量は、行田足袋組合の把握するところでも1912年（大正元年）には1,000万足を超え、1918年（大正6年）には3,272万足を記録した。足袋製造に直接関与する企業のほかにも、織布業、染色業、ネル張業、底張業、印刷業、箱屋、糸商、ミシン屋、畳屋、大工、増地業など多種多様な足袋の製造販売の過程で関連する産業が派生し、行田の街全体が「足袋作りの町」を形成した。質屋も70軒あり、その質草が足袋であったという話もある。生産量は順調に伸び、1923年（大正12年）には2,496万足を生産し、全国一の足袋産地となった。この時点で足袋問屋や製造卸業者は176軒あり、そのうち54軒は15人以上の従業員を抱える工場であった。その他に加工業者は529軒あり、足袋製造に携わった従業員4,888人のうち、内職で従事する者が1,528人いた。
明治時代後期から大正時代初期にかけて行田足袋同業組合に加盟する組合員は100名を超え、その1割にあたる12名は生産量50万足以上の有力企業に成長し、その中には100万足以上を製造する業者も4名いた。各作業工程に特化したコハゼ付きミシンや足踏み式裁断機などが導入され、効率化された足袋製造の分業が進むにつれて生産量が飛躍的に増加した結果、生産能力の差によって足袋製造者間の階層化も顕著になっていった。
各々の足袋製造卸業者の生産量が増大するにつれ、足袋問屋に対する競合が顕在化した。そのため、足袋問屋を通さず独自に販路拡大を図る生産者も現れ、東京の足袋問屋や東北地方の小売店を中心に開拓された。江戸時代には全国に複数の足袋産地があったが、そのうち最も北に位置した足袋産地が行田であり、ライバルのいない東北、さらには北海道などへの販路は早期に開拓されていた。販路拡大した足袋製造卸業者は、八戸は「力弥足袋商店」、尾去沢鉱山は「道風足袋商店」など、各々で独占的な販売網を作りあげ、相互に足並みを揃えながら、大正時代中頃には関西方面へも販路を拡げた。
1918年に終戦を迎えた第一次世界大戦後には不景気で足袋生産業も一時期低迷したが、1923年（大正12年）の関東大震災で京浜地方の足袋産業が壊滅したため、足袋の発注が行田に集中し、念願の東京市場へ進出する結果となった。行田足袋の数年分の在庫の足袋や地下足袋が飛ぶように売れ、「行田足袋 田舎で育ち 江戸で羽根が生え」「田舎そだちの行田の足袋も江戸へ買はれて都足袋」といった川柳や都都逸が生まれた。行田足袋の生産量は1925年（大正14年）には 4,312万足に達し、昭和初期にかけての全盛期の先駆けを迎えた。「尾張名古屋は城で持ち、武州行田は足袋で持つ」と、行田の人々が誇り高く口にした時代は1928年–1929年（昭和3年–4年）頃まで続いた。
行田足袋は流通価格が廉価な地方市場にも販路を拡大した一方で、そうした市場に出回った下等品の中には耐久性や染織など品質面での様々な問題があり、他産地との競合により、それらの商品生産管理の課題が明白になった。この問題はその後、原材料の共同購入や製品の共同販売、製品・材料・設備などの検査取り締まりや施設の共同運営など、足袋業界全体の統制を模索した足袋共同販売会社の設立（1931年（昭和6年））に繋がっていく。行田足袋業界全体の課題としては、白足袋を漂白する技術の改善が求められていた。これに対しては関連業種の忍晒業組合と連携し、実用品であった足袋のファッション化や高級志向に対応した。
市場の拡大に伴って足袋の素材も多様化し、原料の取引先は近隣から東京などの業者へと転換されていった。そのため、従来の青縞の製造販売を担っていた羽生や加賀の買継問屋からも、行田に倣って足袋問屋や足袋製造卸業へと転業する者が出るようになり、旧忍町を中心として行田足袋製造地域も拡大した。

### 昭和時代・戦前まで

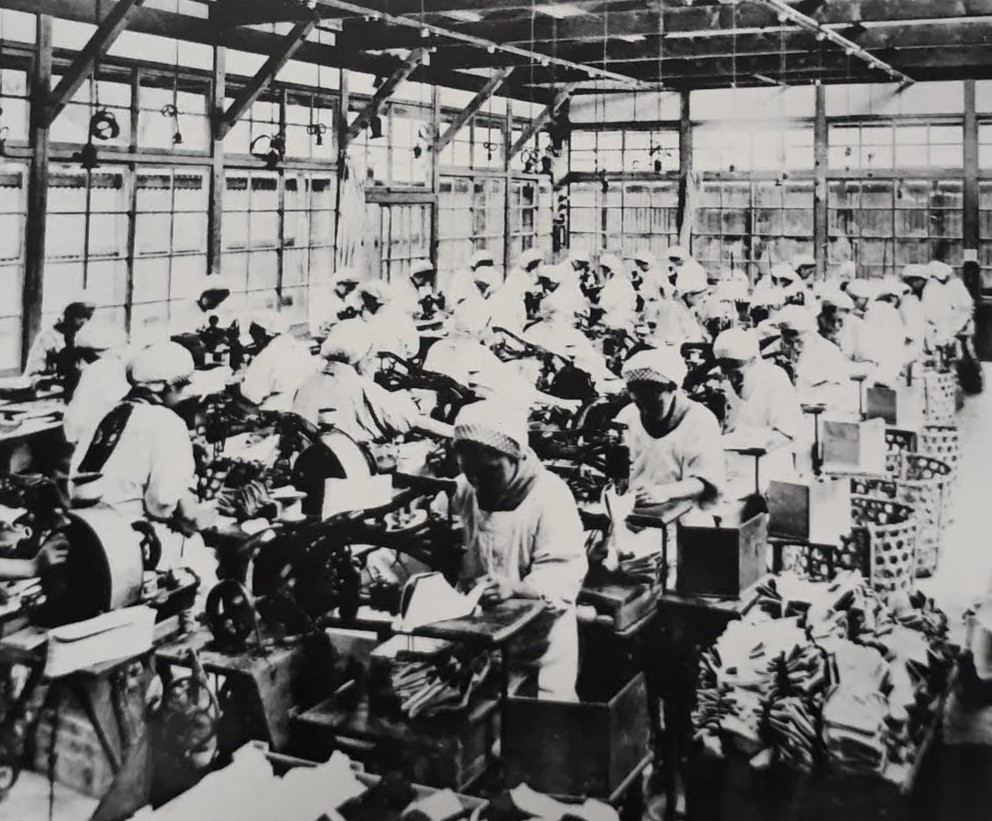
昭和10年代（戦前）の行田足袋の工場。

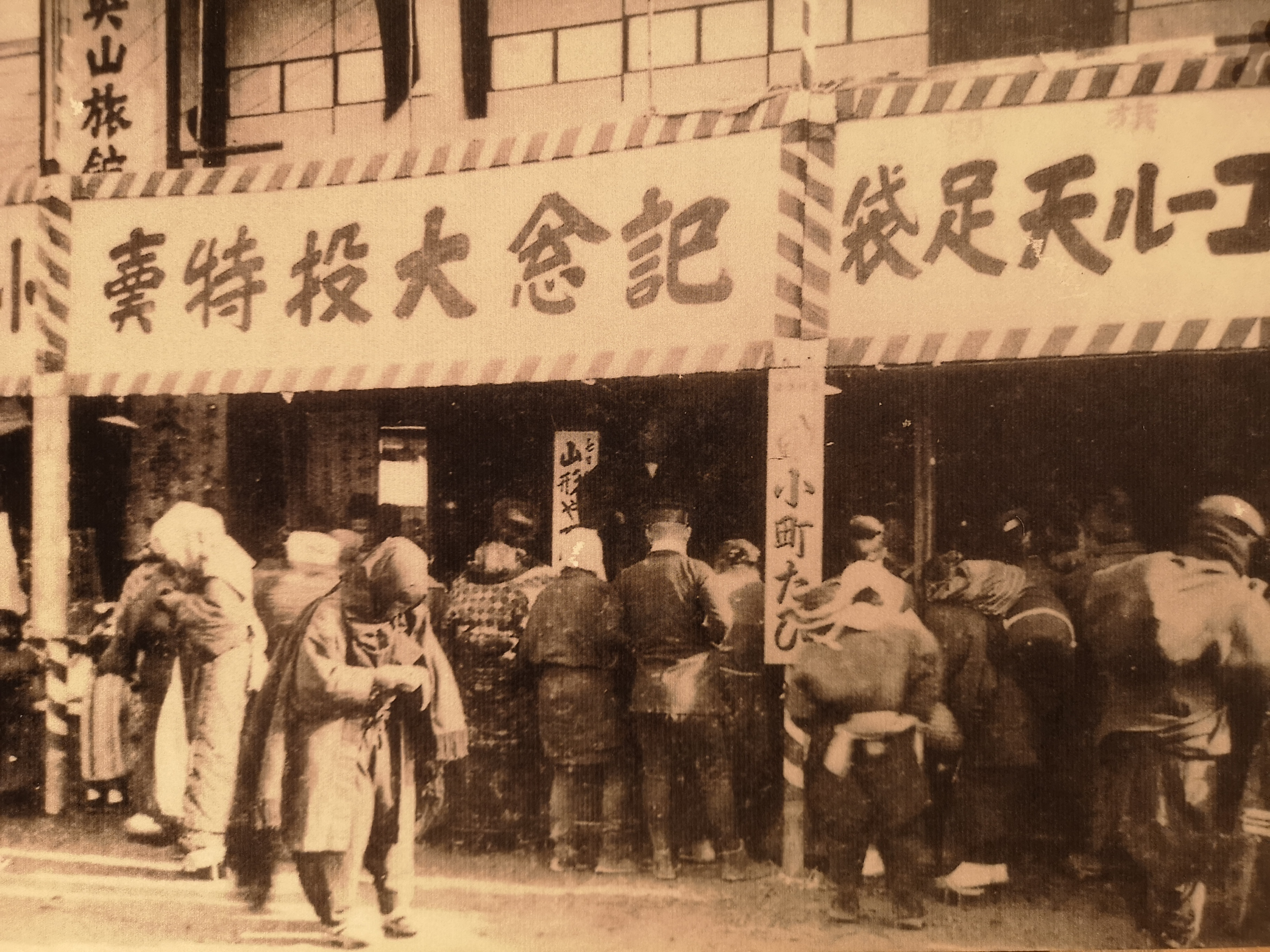
昭和10年代（戦前）の栗原商店の商標「小町足袋」販売風景

1926年（大正15年）に労働組合が結成されると、昭和初期にかけて労働争議が相次いだ。関東大震災の余波で3,750万足を生産した1923年（大正12年）には平均30銭であった足袋1足の値段が40銭に値上がりするなど好調であった行田足袋産業も、昭和初期の大恐慌には深刻な影響を受け、生産量は5,000万足を超えていた一方、平均価格は14銭まで下落し、1足何厘を競うまでになった。年間を通して需要の限られる子ども足袋を製造していた下請け業者やマラソン足袋の製造者は、10足5–6銭の乏しい手間賃で働いていた。1927年（昭和2年）に始まった金融恐慌への対策として足袋業者が打ち出した職工賃金の値下げに反対し、労働組合では待遇改善を求めるストライキを多発した。
こうした状況を受けて足袋業界の統制を図る動きが急進し、1931年（昭和6年）に有力業者の共同による足袋共同販売会社が設立された。足袋共同販売会社は顕在化していた労使対立を緩和するべく、足袋屋対抗運動会を開催したり工場音頭や応援歌を導入するなど仲間内での融和を図るとともに、関西方面を中心に新たな販路開拓を目指した。他の産地との市場競争も激化しており、1933年（昭和8年）頃には行田足袋業界にとって最大のライバルであった大阪の大企業・福助足袋が行田進出を決め、行田足袋業界はその対応に追われた。この外憂がかえって労使を問わず行田足袋業界内部の結束を高め、相互に妥協案を模索する方向に譲歩していく。1934年（昭和9年）、行田足袋工業組合が設立された。1936年（昭和11年）には栄養供給所（行田足袋工場栄養食配給組合）が設立され、6カ所の足袋工場の約3,000名の職工へ昼食配給事業を始めるなど、発展に陰りを見せる行田足袋業界を社会政策的に救済しようという動きとみられる。
1937年（昭和12年）に日中戦争が始まると軍需物資の製造も加わり、昭和恐慌を脱した行田足袋は 1938年（昭和13年）から1939年（昭和14年）にかけて最盛期を迎える。1938年（昭和13年）には年間8500万足を生産し、全国シェアの約80%を行田足袋が占めた。行田は民謡『行田音頭』に「足袋の行田を想い出す」と歌われたように、「足袋といえば行田」を想起させる日本一の生産地となり、足袋生産地は吹上・羽生方面まで広がった。足袋産業は小企業が多くを占め、さらに内職として下請けに出されるため、行田の街全体が足袋生産工場の様相を成し、どこの裏路地に入ってもミシンの音が聞こえるほどに、工員に限らず大多数の住民が足袋を縫っていたという。
しかし、1937年（昭和12年）の日中戦争開戦に伴う戦時統制経済によって衣料繊維統制が行われると、足袋と足袋関係の689工場のうち261工場が休業を余儀なくされ、生産量は大幅に減少することとなった。足袋工場は軍事被服等の生産に転換することを求められ、1939年（昭和14年）の足袋生産量は、前年を下回る6,900万足にとどまった。1942年（昭和17年）には184の足袋業者が24の有限会社と1個人商店に統合され、「足袋のまち」は「軍需生産のまち」へと様相を変えた。

### 昭和時代・戦後

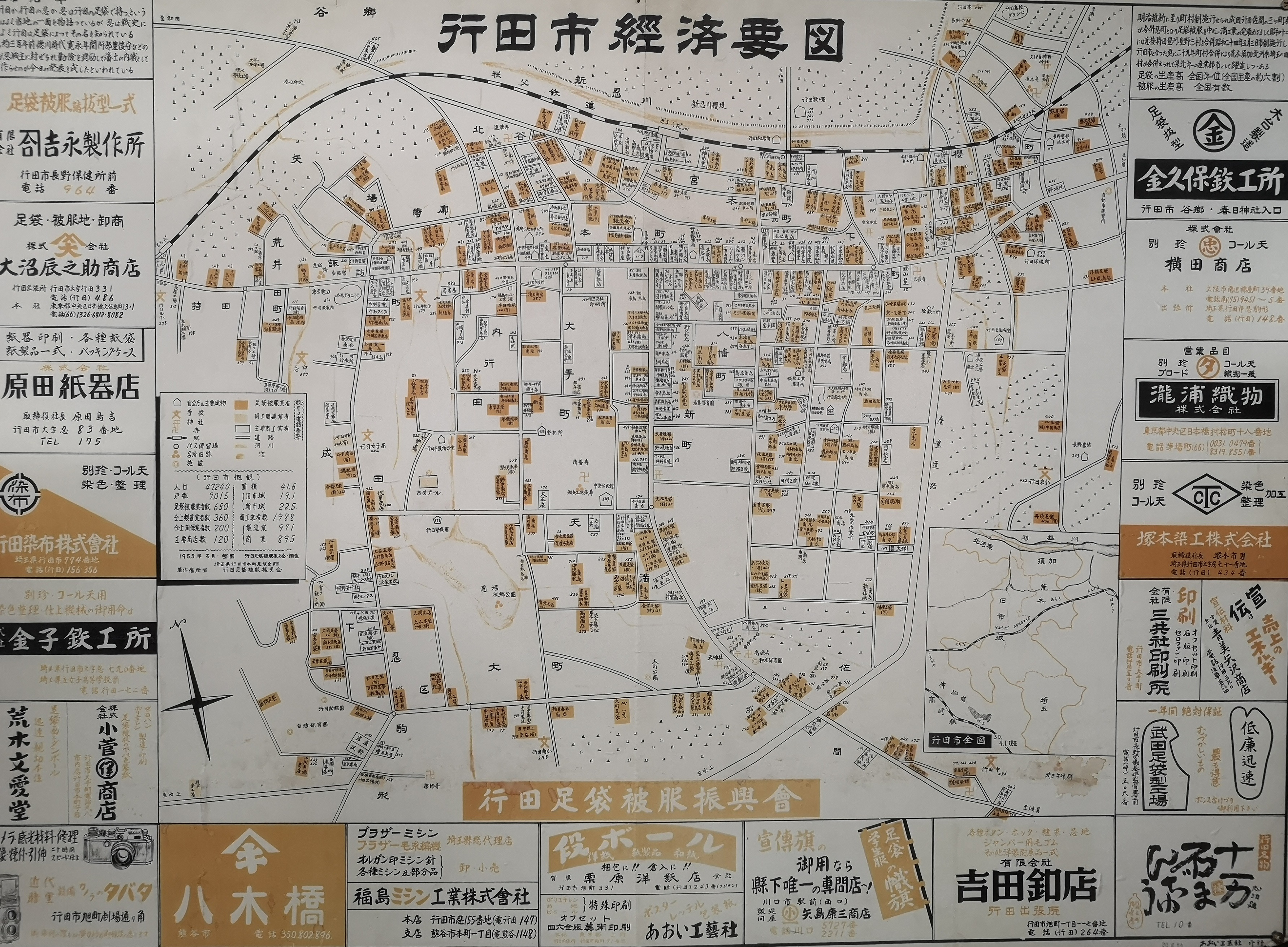
1955年（昭和30年）の行田市経済要図。足袋商店（濃い朱色）と足袋関連商店（薄い朱色）が色分けされている。

戦後は、いち早く生産を本格化。1946年（昭和21年）3月28日、昭和天皇による埼玉県巡幸（昭和天皇の戦後巡幸）では、足袋会館や足袋の販売元などが視察先の一つとなった。
あらゆる物資が不足する中、絹足袋やタフタ足袋などすぐに切れるような質の悪い配給の原反で作った足袋でも買い手がついた。作る前から買い手がついたほどで、「ヤミ足袋屋」と呼ばれるヤミ原反で作る足袋が普及した。「別珍御殿」と呼ばれるような大物商人から、数十足の足袋を担いで縫い場を駆けまわる一作業員まで、ミシンの経験があれば八百屋や魚屋も足袋を縫い、1950年（昭和25年）前後の行田足袋の繁栄は「行田足袋王国」と呼ばれた時代であった。1949年（昭和24年）から1950年（昭和25年）は約2,000万足の正規に生産された足袋に対し1,000万足近いヤミ足袋が出回ったとみられ、ヤミ足袋を含めた行田足袋の生産量は8,000万足とも1億足とも語られている。1950年（昭和25年）に経済統制が解除されたことで、統合されていた足袋業者は再び個々に独立し、新興の足袋業者も多数誕生した。1954年（昭和29年）の足袋製造業者は304社に上り、その大半が行田市域に集中しながらも販路や素材の違いを活かした多彩な商品展開を見せた。行田足袋は核となる主要な商標の他にも市域全体で246の商標が用いられ、関連業者は金融業や印刷業、運送業、旅館・料亭に至るまで多種多様な業種の人々が行田足袋産業に関与していた。商標は1軒1軒がそれぞれに持ち、「高級」「下等」「男」「女」の各種商標に加えて大口の得意先の商標も作られていた。経済は安定し、行田足袋産業は復興したかに見えた。
しかし、高度経済成長期のサラリーマン層の増加や洋装の定着により足袋の需要は次第に減少しており、その衰退傾向は1954年（昭和29年）のナイロン靴下の発売によって決定的なものとなった。
1955年（昭和30年）春にはヤミ足袋商人の在庫が持て余され、資金力の無いヤミ足袋商人は原料代の返済のために加工賃にも満たない価格で足袋を投げ売った。行田足袋の需要は高齢者を中心とした限られたものとなって販路は急速に減少し、1958年（昭和33年）頃を境に、足袋業者の廃業や転業が加速した。
廃業を選んだ者が多い中、転業には足袋生産技術を活かして地下足袋やサンダル、スリッパ、靴下などの製造に転向した者と、戦時統制下での経験を活かして学生服や作業服などの被服製造業に転じた者に二分された。被服の中でも流行性の少ない学生服や作業服の生産へと移行し発展したところに、行田・羽生・加須を中心とした北埼玉の縫製業地帯の特徴がある。戦前からの足袋生産の流れと、東京からやや離れている地理的条件が流行に左右されない被服生産へと舵を切らせたとみられる。個人では東京方面へ働きに出る者が増加し、足袋産業離れが進んだ。足袋作りは、行田を中心とする付近の農村の婦女子の限られた仕事となった。
1958年（昭和33年）の足袋生産額は行田の被服縫製業全体の45.1%で、作業服23.6%、学生服12.9%に対して足袋生産の比率がまだ高くあったが、1964年（昭和39年）には足袋25%、作業服23.6%、学生服25.7%となり、被服の生産割合、特に学生服の生産が増加した。この割合は1973年（昭和48年）には、学生服から婦人服や子供服、紳士服など被服品種が多様化し、需要の変化に対応する中小零細企業の工夫が見られる。
行田は昭和40年代まで全国有数の足袋生産地であり続け、足袋の縫製業者は1972年（昭和47年）時点で組合に加盟していた者が139軒あり40億円を出荷したものの、その出荷額は北埼玉縫製業全体から見ればわずか12.5%に減少し、大部分が行田の企業であった。足袋を専業とした業者は20軒で、その他は靴下や被服製造との兼業であり、行田市域全体から見て足袋生産の割合は減少した。

### 平成時代以降
明治時代から昭和30年代まで行田の地場産業として知られた行田足袋は、その後も1999年（平成9年）までは全国シェアの約40%を担っていたが、2013年（平成25年）には23.1%まで減退した。1980年（昭和55年）には34軒あった足袋製造卸業社も、2013年（平成25年）には5軒まで数を減らした。行田で足袋製造を専業とする事業所は、2010年（平成22年）の時点で海外にも事業所を持つ1社のみとなっていた。足袋製造と被服製造を兼業する事業所や、家内工業的な製造を行う事業者は多いが、限られた需要に対応する形で営業しているのが実情である。
2000年（平成12年）、行田商工会議所は中心市街地活性化事業を実施し、行田市内に多数現存する足袋蔵に着目した市民との協働による足袋蔵の保存と利活用がスタートした。2005年（平成17年）にNPO法人「ぎょうだ足袋蔵ネットワーク」が結成され、行田市教育委員会と共催した「足袋をはいて足袋蔵を旅しよう」と打ち出した市内の足袋蔵を徒歩で巡るプロジェクトなどによって、足袋と足袋産業のまちの魅力を再認識しようという取組が活性化した。産業としての行田足袋は衰退傾向が続き、21世紀初頭には行田足袋商工協同組合も解散し、2003年（平成15年）には行田足袋の足袋産業に占める出荷割合は22.8%まで落ち込み、2004年（平成16年）の生産量は約141万足まで減少、「行田足袋」の存続が危ぶまれるなかでの再出発であった。
2004年（平成16年）に国の登録有形文化財に登録された「旧小川忠次郎商店店舗及び主屋」を皮切りに、行田足袋や足袋産業に関する建築や文物を文化財として保存する機運も高まりをみせた。その後、「旧荒井八郎商店」（事務所兼主屋・大広間棟・洋館、2007年登録）、「大澤家住宅旧文庫蔵」（2008年登録）が登録有形文化財に、「行田の足袋製造用具及び製品」が登録有形民俗文化財となり、「和装文化の足元を支え続ける足袋蔵のまち行田」が日本遺産に、行田足袋そのものも国の伝統的工芸品となっている。
若者の間では「和装ブーム」がおこり、足袋そのものを見直す動きも始まった。足袋の新しい履き方やコーディネートの提案を広く公募する「Gyoda Tabi Collection（行田 足袋コレ）」が開催され、足袋製造業者は現代風の柄足袋の生産に着手し、洋装の一部として多様なニーズを生み出した。2016年（平成28年）、行田市内の主要な足袋業者6社と埼玉県、行田市、行田商工会議所は連携し、「行田足袋」統一ロゴマークを作成し、地域ブランドとしての確立を図った。
行田市内の幼稚園では、幼児の身体的成長を促す教育的な衣料として足袋が取り入れられた。一般的に足袋は綿100%の蒸れにくい素材であること、指を意識することが脳への刺激となり、脳の発達が促されるなどの身体への良い影響が期待される。外反母趾の矯正にも効果があるという。
行田足袋の足袋産業に占める出荷割合は、2014年（平成26年）には31.9%まで回復した。足袋生産に携わる技術者の高齢化が進み、生産拠点を海外に移す企業もある一方、2017年（平成29年）時点で行田市域には約30の足袋関連企業が現存する。生産量は最盛期の40分の1にまで減少したが、足袋生産全国シェアの35%を行田足袋が占め、依然として日本一の足袋産地である。

## 行田足袋の種類

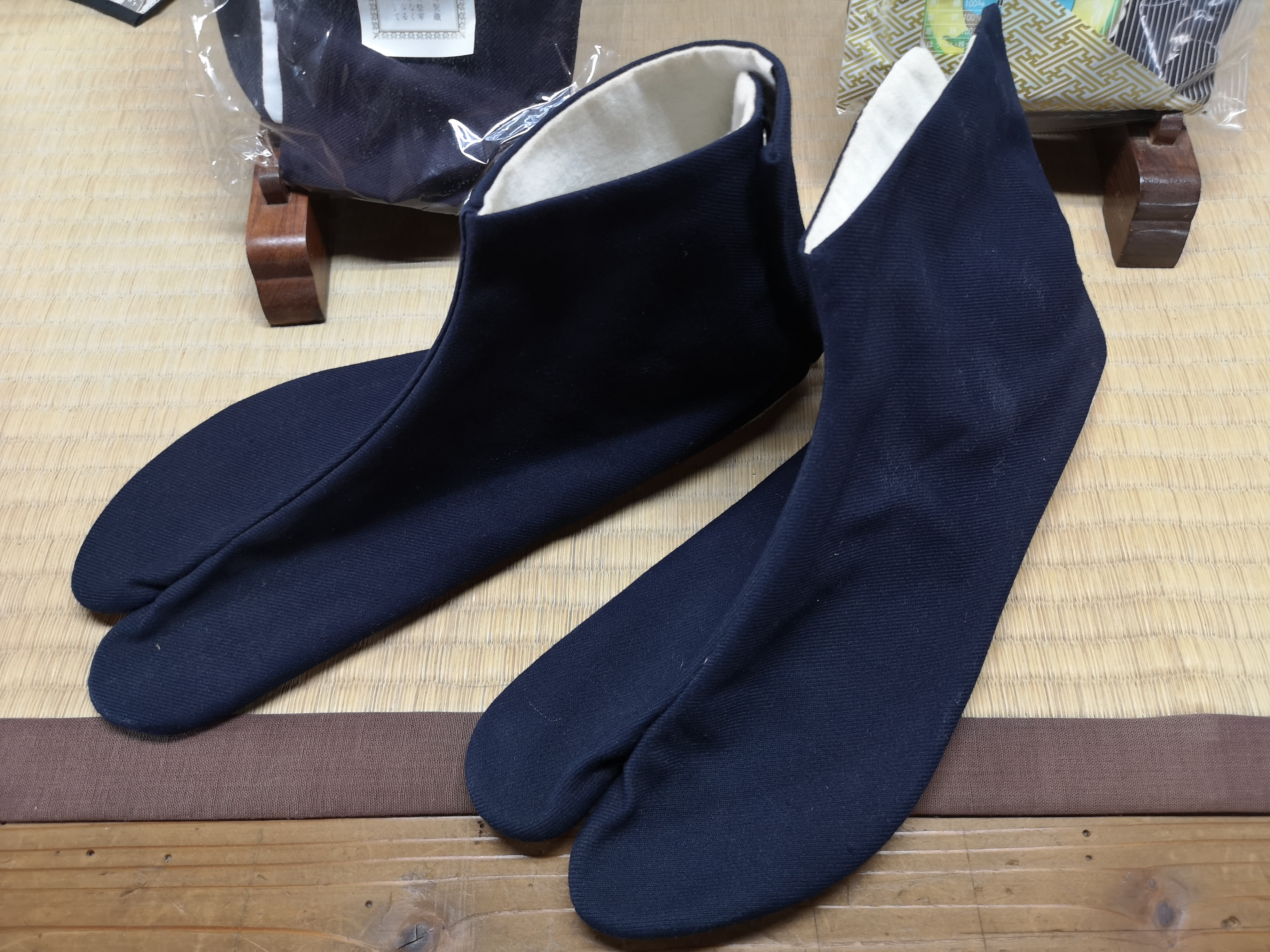
行田足袋（青縞織、紺足袋）。青縞織は行田足袋に最初に使用されるようになった布である。

### 色柄の種類
従来の行田足袋は、地産の青縞織や白木綿を活用した紺（藍染）と白地に限られていた。江戸時代末期から明治前半になると、海外から輸入された更紗を用いた柄足袋や、赤系統の色足袋をはじめ、様々な色柄の足袋が製造された。
幕末に登場した赤系の色足袋は、紅紋羽・緋紋羽・上緋紋羽などを足袋底に用い、蘇芳や弁柄などで染めたとみられる「遠州赤」と呼ばれた他地域から商った赤色の木綿を表地に使用した、子ども用の色足袋であったとみられる。
1859年7月1日（安政6年6月2日）に横浜が開港すると、ヨーロッパ製とみられる唐更紗や唐更紗雲斎を用いた柄足袋や、晒金巾（キャラコ）、紺金巾、金巾白、インド製の天竺金巾などの高価な輸入綿織物が導入された。これらの現物史料は残されていないが、表地にこうした高級な布地を用いた、ファッション性を求めた新しい足袋が製造されたものとみられる。当時の日本には生産技術がなかった薄手の綿織物である金巾（キャラコ）や、鮮やかな色彩で曲線的な草花を描いた更紗は、異国情緒漂う唐物として開港以前から潜在的に庶民に人気があり、密貿易により流通した端切れが着物の裏地の一部や茶道の小道具の生地に用いられていた。その人気の更紗が、横浜開港によって輸入反物として容易に仕入れられるようになり、足袋地としても積極的に使われ始めたものと考えられている。
大正時代の行田では、静岡県浜松地方や福田、岡山県児島、山形県鶴岡など西方から赤色や紺色のコール天生地を仕入れた記録が残る。『福助足袋の六十年』によれば、大正時代中頃には紫や藤紫、海老茶色、納戸、オリーブ色など、単色無地の色足袋が製造されるようになり、全国的に流行したという。
また昭和時代の戦前期に、ハワイ移民向けに柄足袋を生産したと口伝されているが、史料では確認されていない。

### 材質・形状の種類
古くは紐足袋、片紐足袋など紐で足首を固定する形状のほか、足首を長くとる筒長足袋などの形状の足袋や、材質では皮を用いた皮足袋などがあった。
足袋の形状も時代により変化し、一般的な形状は1887年（明治20年）に紐足袋から足首の後ろを爪型の金具で固定する甲馳掛（こはぜ）足袋へと移行した。

### ランニング足袋
日本の陸上競技マラソンでは、2020年現在の形に近いマラソンシューズが1954年に開発されるまで、足袋を原形とした「マラソン足袋」を履いていた。1902年に蔓延したペストの感染予防のために履かれた座敷用の足袋を改良したものであったといい、オニツカ（現アシックス）や東京の足袋屋「播磨屋」などが製造していた。
行田では、2010年代にフルマラソンを走る裸足のランナーとして知られた高岡尚司が提案・協力し、きねや足袋株式会社が開発したランニング足袋「きねや無敵」が知られる。限りなく裸足感覚に近い、類例のない履き心地の商品を目指して天然ゴムのソールを活用し、1年がかりで開発された。このランニング足袋の開発の経緯をヒントに創作された 池井戸潤の小説「陸王」を原作とするテレビドラマが2017年（平成29年）にTBS系列で放送され、大きな注目を集めた。

## 行田足袋の生産工程

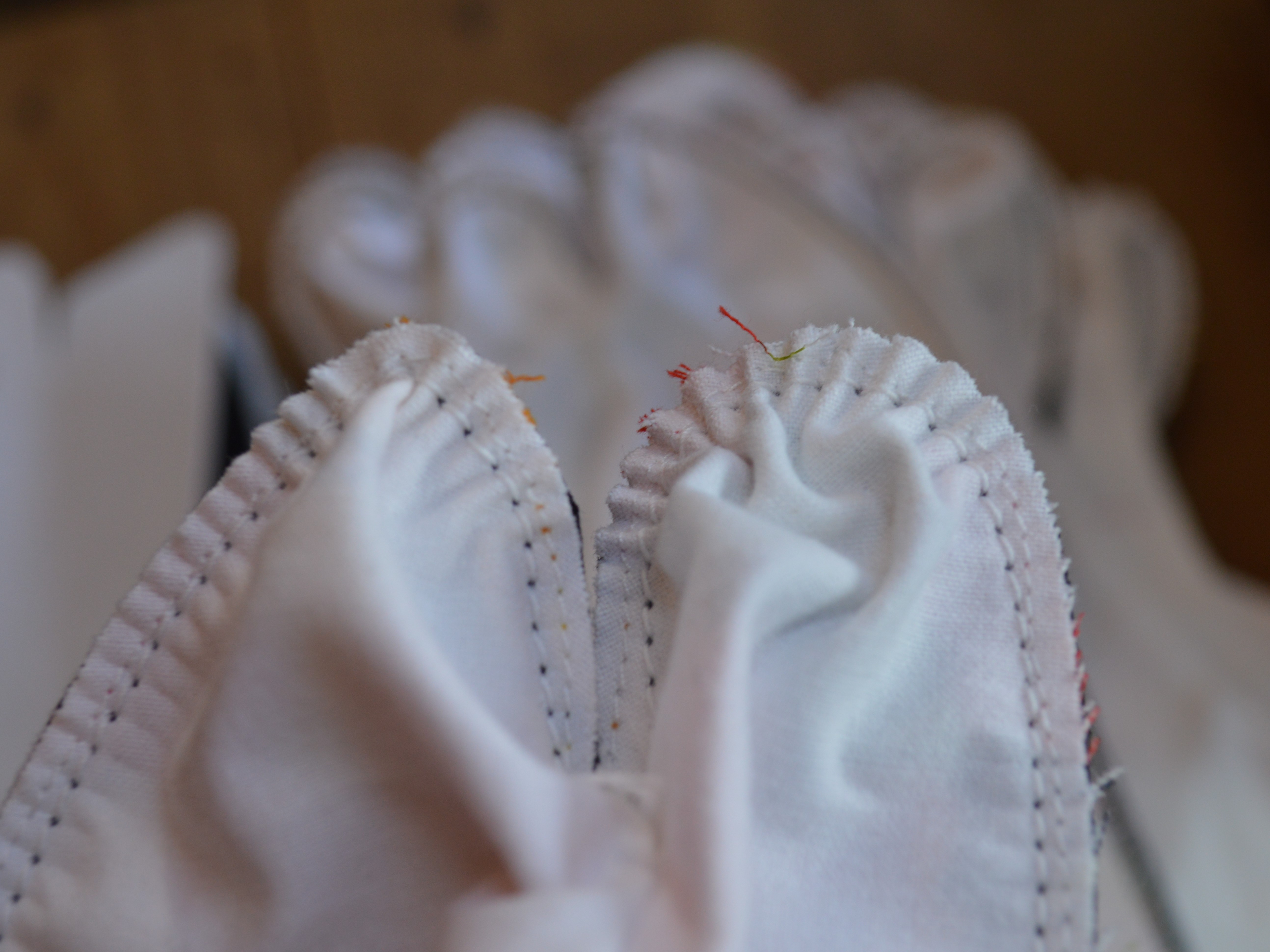
縫製途中の行田足袋

明治期から大正期にかけて行田の足袋産業は、自身では足袋を生産せず全面的に生産委託する「足袋問屋」、足袋製造の一部にのみ関与する「足袋製造卸」、この両者から足袋生産を委託される「下職」、下職からさらに生産を委託される「内職」という、職種ごとで階層的な関係が形成された。この関係を強固にし、さらに製造工程の効率化を図るために、足袋の製造工程そのものの分業化がさらに推進された。
地域内での分業構造が確立する過程では、資本を蓄積した足袋問屋が自家工場を建設したり、足袋製造卸が自家工場を拡大するなどの傾向もみられた。
足袋の生産工程の大部分は複雑な手作業で、以下13の工程があるが、以下の「3. とおし」から「13. 仕上げ」までの工程は、従来は1人の職人が一貫して携わった作業工程である。各工程に専用のミシンを導入するなどにより分業化がすすめられたことで、生産工程が細分化された。
1. ひきのし - 足袋生地を裁断しやすくするため、10枚ずつ重ねて揃える作業。「貼り屋」とよばれた職人が担い、この貼り屋が用いる白足袋用の布地・晒し木綿の加工は「晒し屋」と呼ばれた職人が担った。この「貼り屋」と「晒し屋」の仕事には、布を晒したり糊を乾燥させたりするための広い作業スペースが必要であり、冬場の農閑期の農家の副業として、近郊の農家が携わった[54]。
2. 裁断 - ひきのしした生地を金型で打ち抜く仕事。金型は、足袋製造者ごとに「原稿師」が作成した紙型に基づいて制作された[54]。
3. とおし - 甲馳（こはぜ）にかける太めの糸を表生地に仮縫いする仕事。専用の機械が開発されたことにより、内職にまわされるようになった[54]。
4. おさえ - 通し縫いした太い糸を固定するよう、縫い止める仕事[54]。
5. はぎまき - 鞐を付ける箇所の裏側に、当て布を接ぎあわせる仕事[54]。
6. 鞐（こはぜ）付け - 鞐を布に縫い付ける仕事。専用のミシンが開発されたことにより、簡易化した作業のひとつである[54]。
7. 羽縫い - 甲の表裏を縫い合わせ、表に返す仕事[55]。
8. 甲縫い - 内甲と外甲をそれぞれ縫い合わせる仕事で、この甲縫いと前工程の羽縫いで、足袋の甲の外形がほぼ完成する[55]。
9. 尻止め - 甲の踵の部分を丸い形に止め縫いする仕事[55]。
10. ツマ（先付け） - 甲布の足先部分に小刻みなマチを付け、指先のふくらみを作りながら皮と底を縫い合わせる仕事。足袋の履き心地を左右するもっとも重要な工程である[55]。
11. 廻し縫い - ツマから踵までの表布と底布を縫い合わせる仕事[55]。
12. 千鳥 - 廻し縫いの縫い代部分を、絡み縫いする仕事[55]。縫製はここまでである。
13. 仕上げ - 足袋を木型に履かせ、木槌で叩いて形を整えたり、アイロンで皺を伸ばす仕事。この後、足袋は1足ずつ紙で結い、商標を付けて包装、箱詰めされるところまでが「仕上げ」の仕事であった[55]。

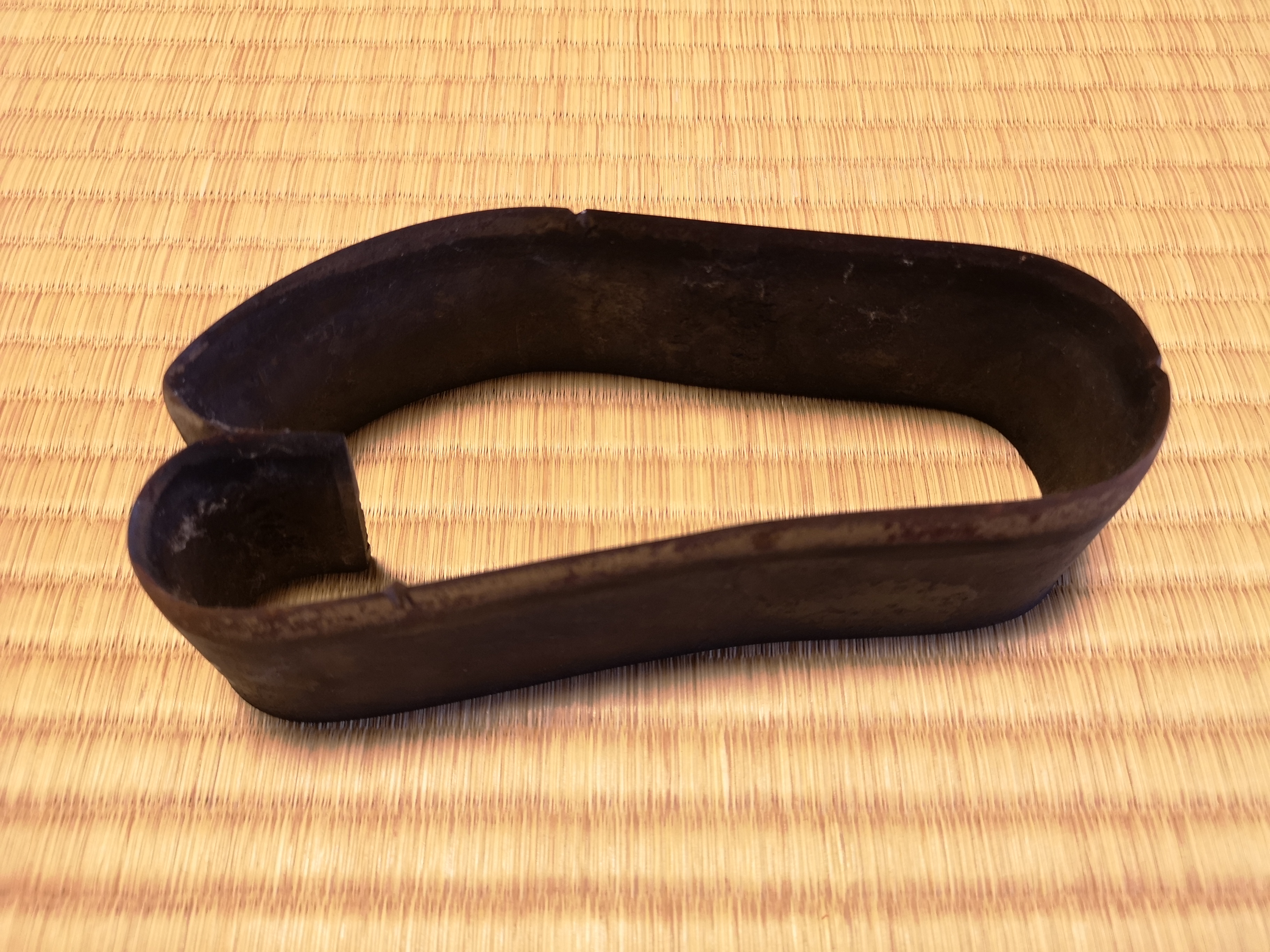
2. 裁断工程で使用する足袋底を型抜きする金型の1種。この画像の型には、縫製作業を分業するための目印が3カ所についている。
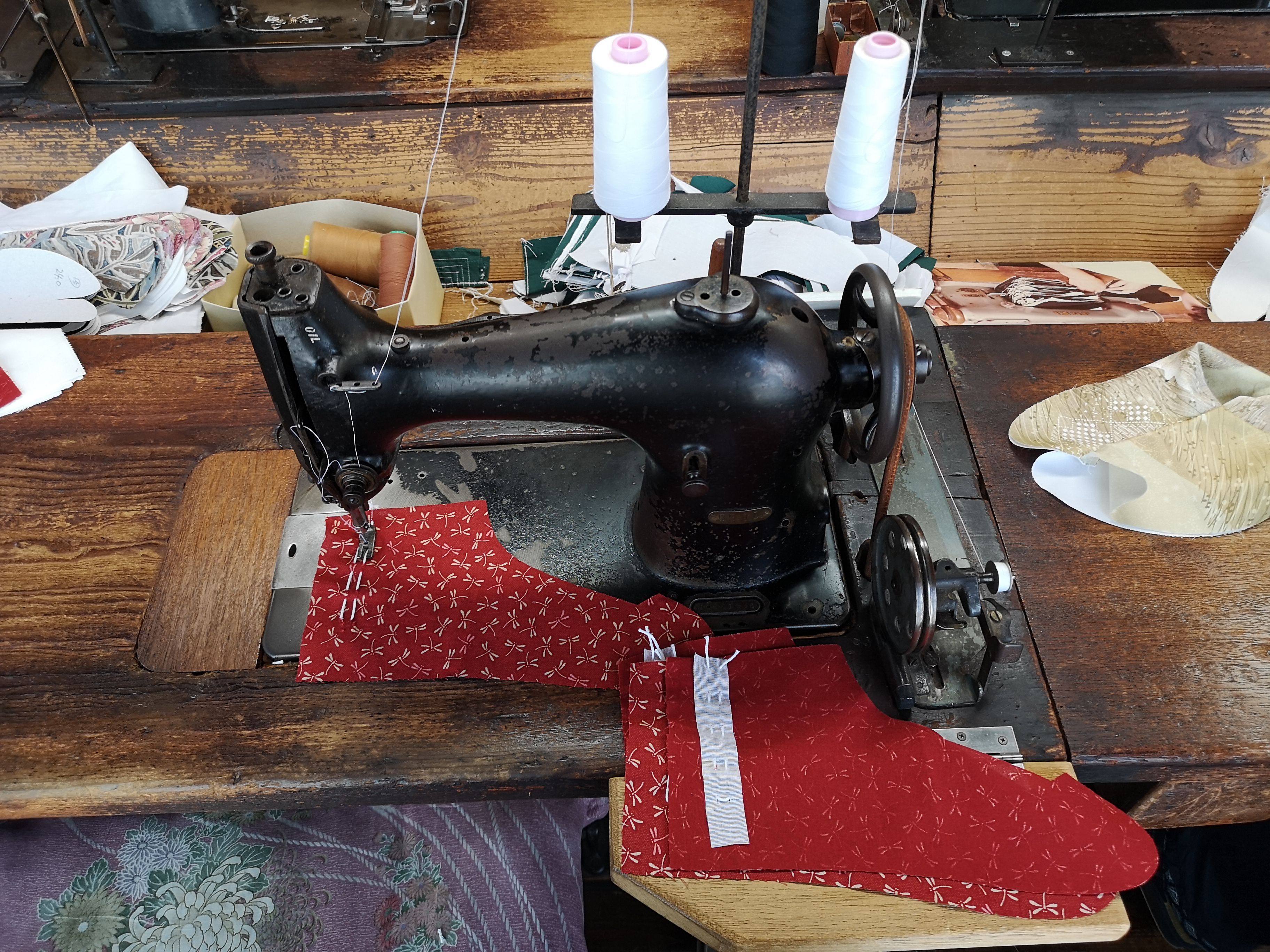
4. おさえ工程で使用される専用のミシン
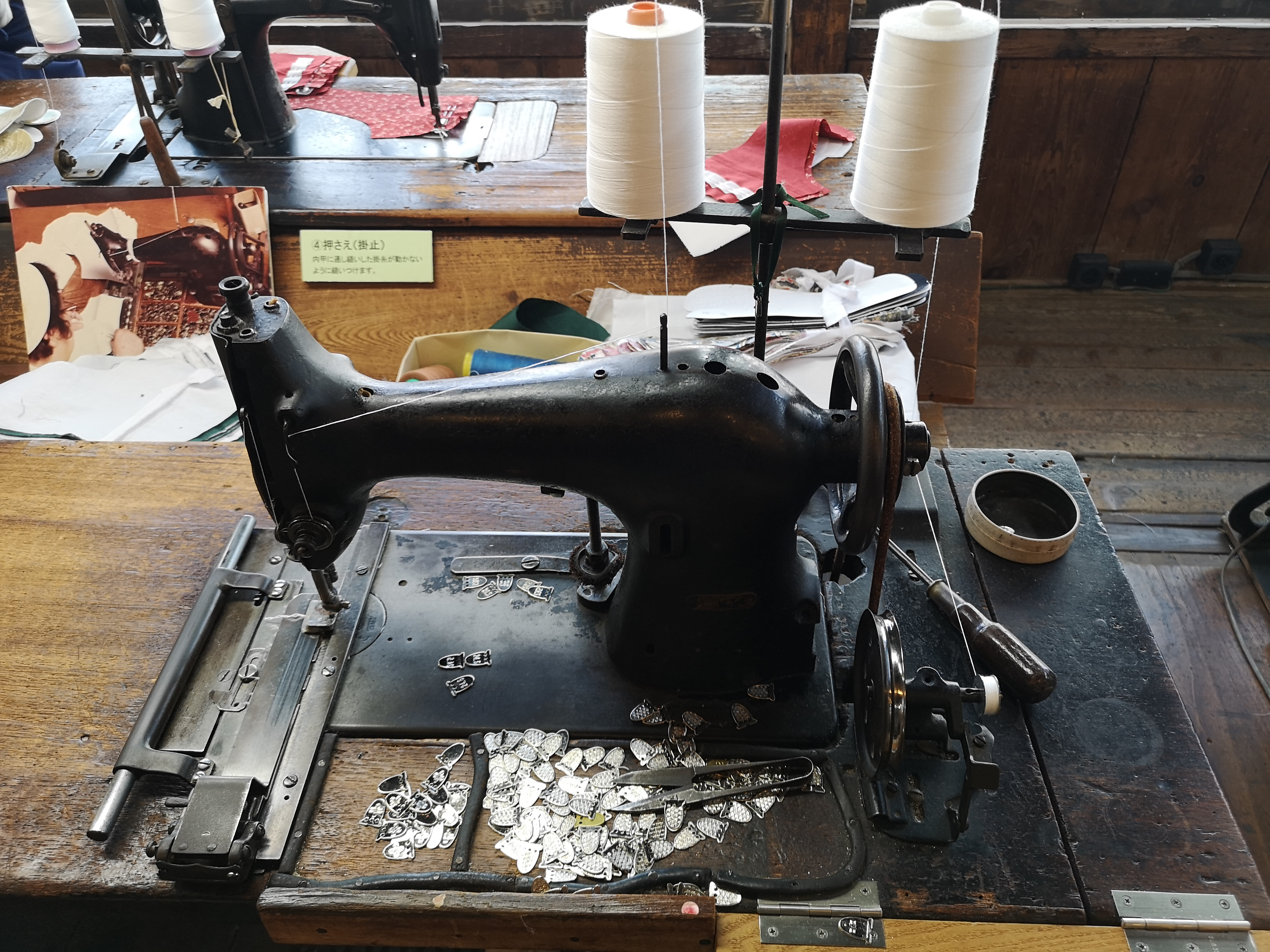
6. 鞐付け工程で使用される専用のミシン
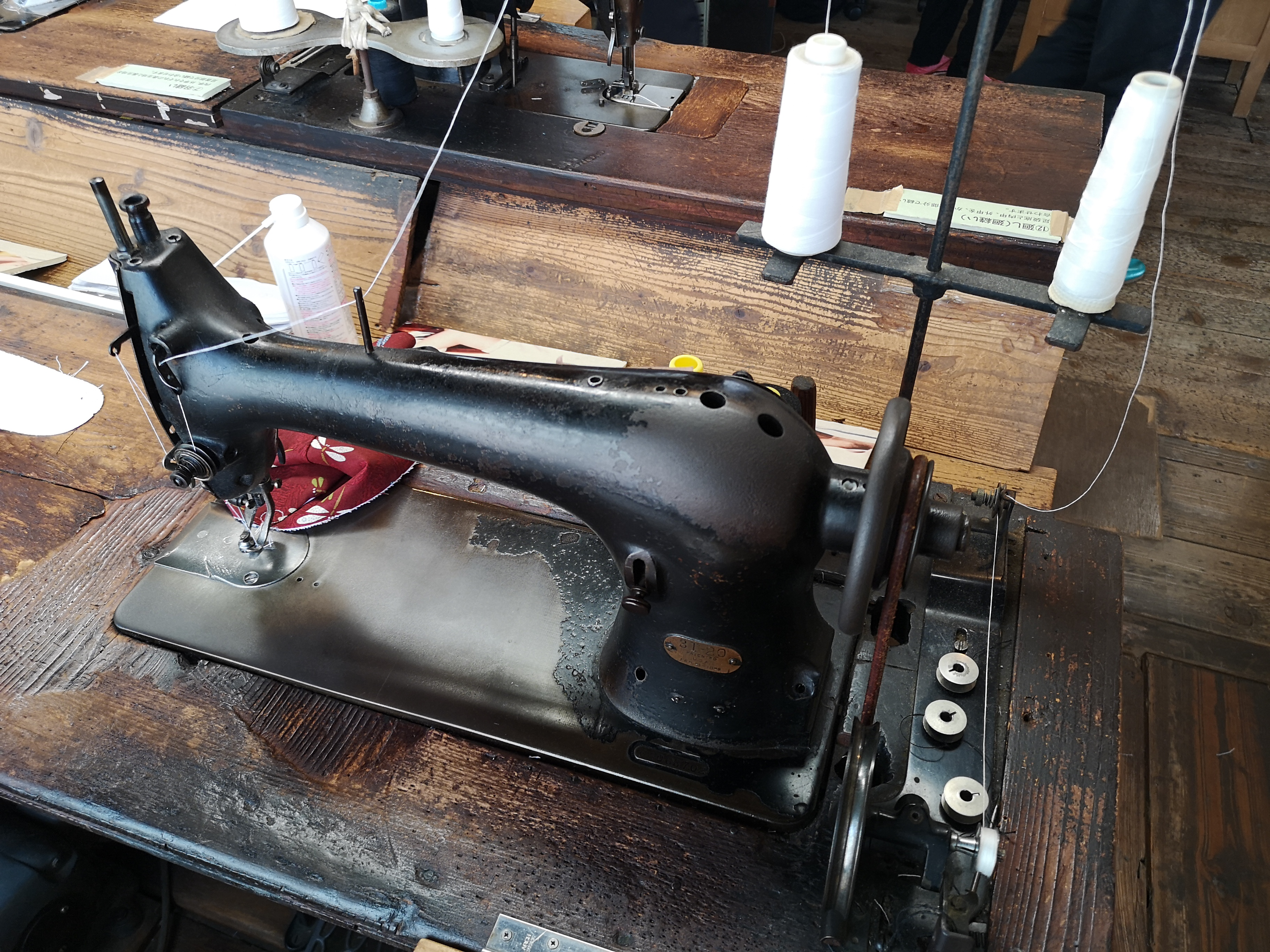
9. 尻止め工程で使用される専用のミシン
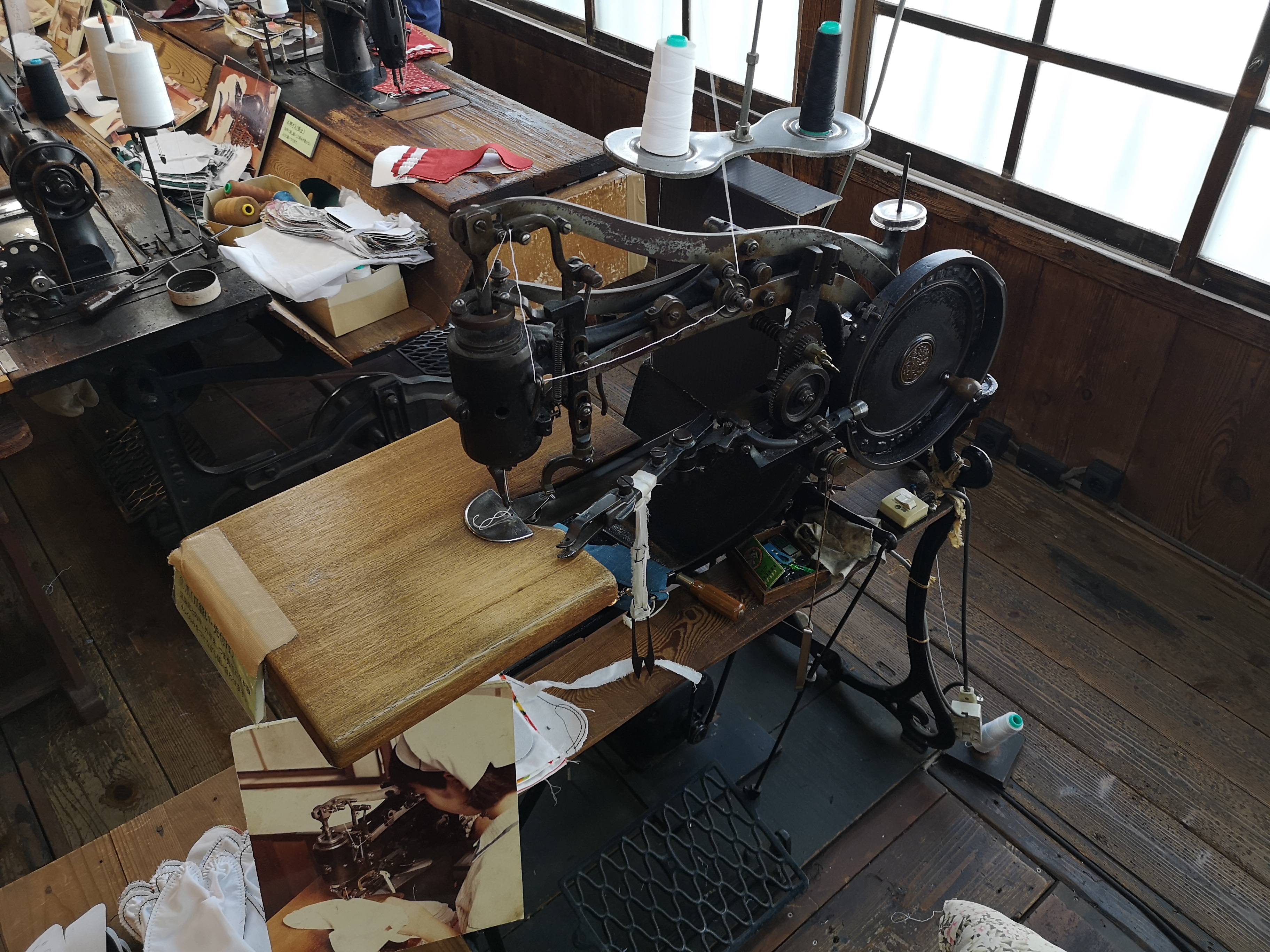
10. ツマ（先付け）工程で使用される専用のミシン
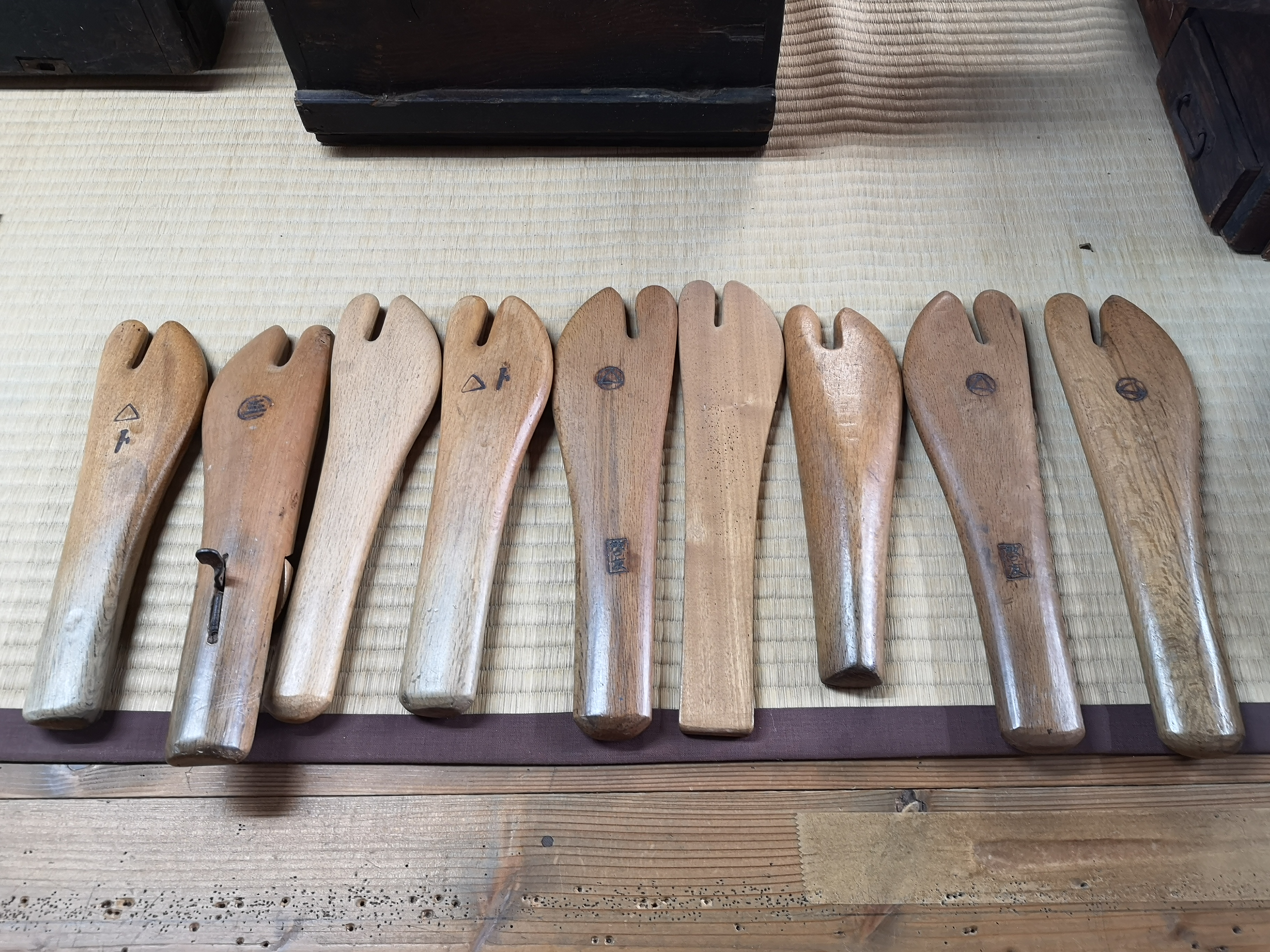
13. 仕上げ工程で使用される木型。

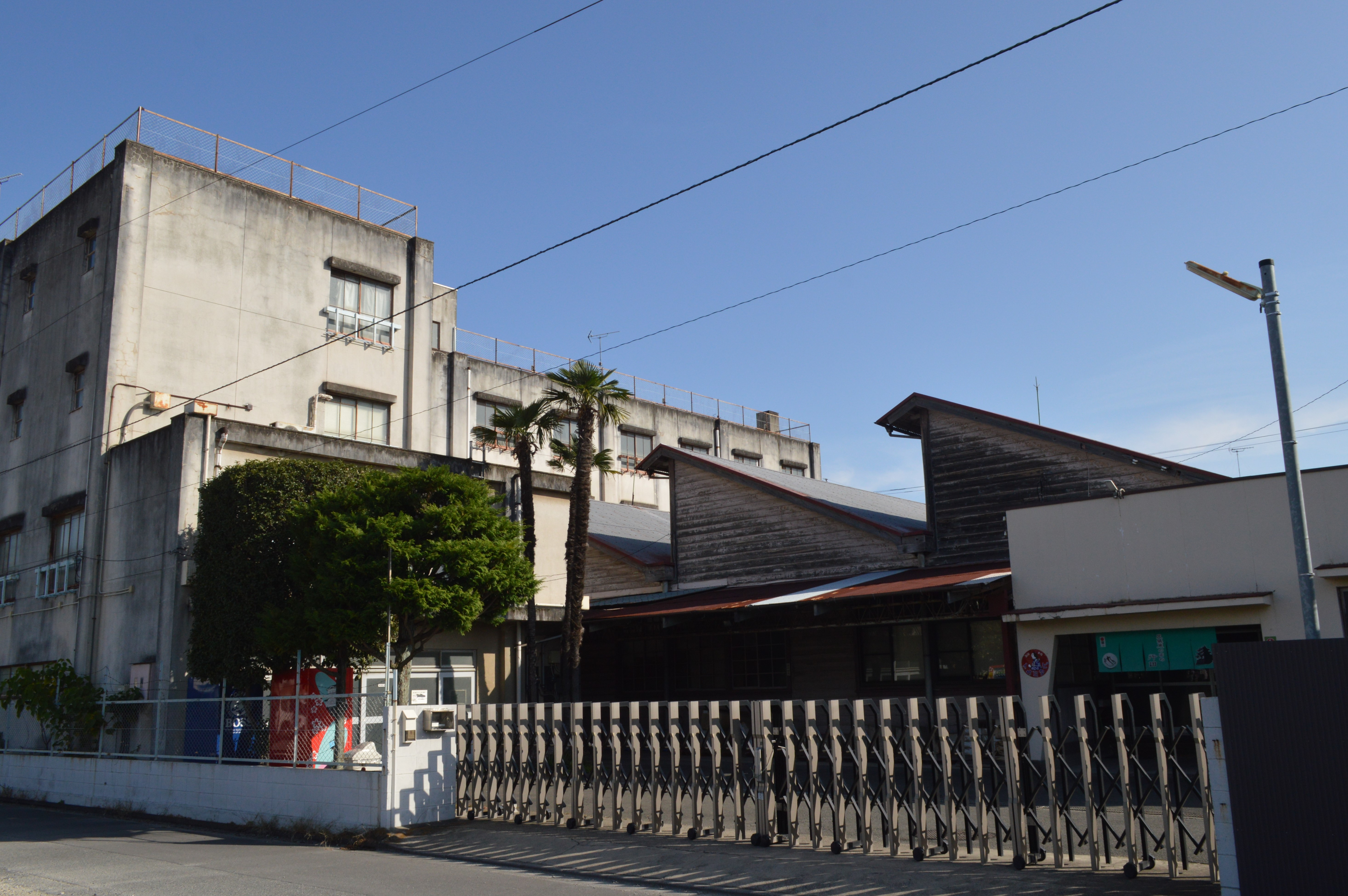
埼玉県行田市にあるイサミコーポレーション足袋工場（2020年11月）

行田で初めて工場生産に着手した橋本足袋工場では、1890年（明治23年）には手回しミシンの「フジミシン」を導入している。以後、裁縫工程に小規模ながら機械を導入し、工場生産方式をとる者がふえ、行田全体では、直進縫いに適した「フジミシン」のほか、爪先縫いに利用する「ドイツ八方ミシン」などが採用された。裁断機の導入は、ミシンよりも後年であった。
大正時代に工場法が適用された従業員が13名以上の足袋製造工場は、1923年（大正12年）の時点で組合員数178に対して36工場であり、このうち100名以上の職工を抱えた大工場は奥貫工場（142名）、行田工業株式会社（137名）、鈴木足袋工場（116名）、橋本工場（足袋工場105名、織布工場143名）の4つだった。男女比では男性の比率が高く、大正時代には「ツマ（先付け）」や「廻し縫い」の工程は男工の仕事であったとみられる。足袋生産の多くを下請け工場や内職従事者に依存した生産体制であった。工場で一定期間、従業員として足袋製造に携わった者が婚姻などを機に退職する際、ミシンなどの製造道具を借り受け、その工場の内職として働き続けることが地域内で一般化し、工場単位でも足袋製造が分業化した。
1941年（昭和16年）3月の調査によれば、足袋工場は下請場もあわせて533工場あり、9,638名の職工がいた。

## 行田足袋の生産数と生産額の変遷
- 1875年（明治8年）から1968年（昭和43年）までの各年の生産数および生産額は、『行田足袋組合沿革史』及び『行田足袋工業百年の歩み』を原典とする[57]。2000年代の数値は、NPO法人ぎょうだ足袋蔵ネットワークの調査による[8]。

## 足袋産業から派生した文化

### 食文化

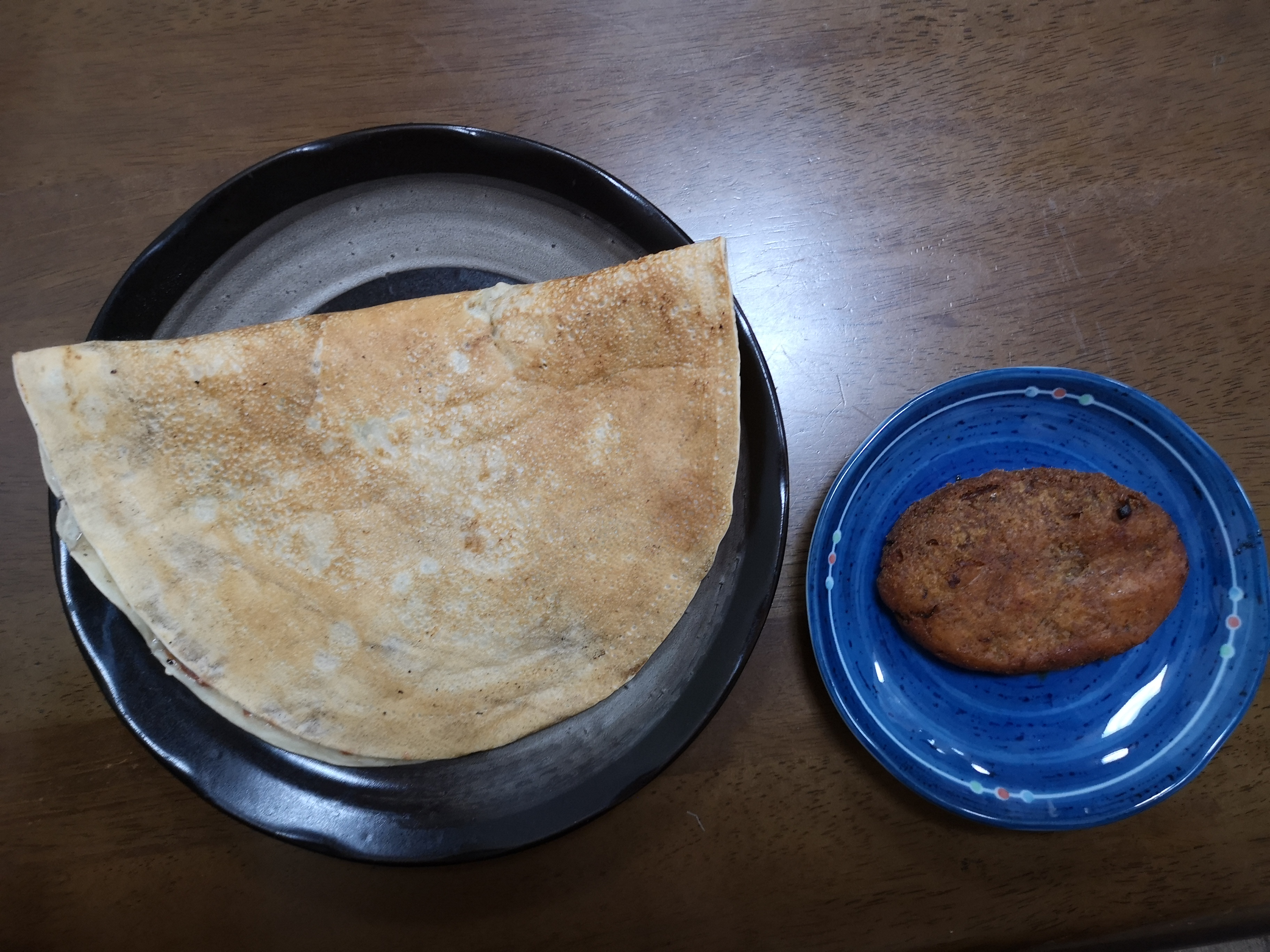
フライ（左）とゼリーフライ（右）（「ときわ肉店」2020年）

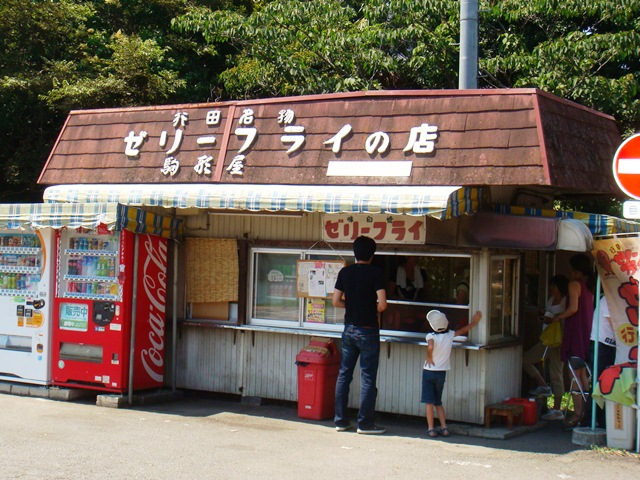
ゼリーフライの専門店「駒形屋」（2011年）

フライとゼリーフライ
最盛期の行田では、老若男女を問わず寝食を削って足袋づくりが行われ、手軽に食べられる間食としてお好み焼きとクレープの中間のような「フライ」や、おからのコロッケに似た「ゼリーフライ」が女工の間で流行し、行田地域の郷土食として定着した。
「フライ」は、水で溶いた小麦粉に肉やネギや卵などの具を入れて薄く焼いたもので、醤油だれやソースなど好みの調味料で味をつけた。埼玉県北部から北西部にかけては埼玉県内でも特に農業が盛んな地域で、小麦やネギは古くから行田近在地域で盛んな農産物のひとつだった。「フライ」は安価で腹持ちがよく、持ち運びも容易なことから、行田足袋全盛期の昭和初期に足袋工場で働く女工達の間で人気を博し、市内の足袋工場の近辺に次々に「フライ屋」が開業した。2020年現在も、足袋工場が残る市街地を中心に数十店舗で提供されている。
「ゼリーフライ」は、おからとジャガイモをベースに、ニンジンやネギを混ぜて丸め、衣をつけずに油で揚げたコロッケのようなものである。日露戦争の折に中国から伝わった野菜饅頭をヒントに「いっぷく茶屋」の創業者が発案したといわれ、明治時代後期には食べられていたものとみられる。当初は引き売りで子どものおやつとして親しまれたが、やがて足袋工場で働く女工達にも好まれるようになった。小判型をしていることから「銭フライ」とよばれたものが、いつの頃からか訛って「ゼリーフライ」と呼ばれるという。「B-1グランプリ」に出場したことから、行田の郷土食として広く知られるようになった。
奈良漬
各足袋商店や製造業者が独自に販路を開拓した行田足袋産業では、販売先への手土産や地方商店への挨拶回りや歳暮として「奈良漬」が重用された。行田市域には醸造業者が多くあり、地元で収穫した瓜を奈良漬にする店が複数あったためである。全盛期には、奈良漬け屋は足袋商店の店先に直に漬物樽を並べ置き、奈良漬けを販売したほど需要があり、行田の奈良漬けは足袋の販路拡大に伴い東北地方などへ販路を拡げて、やがて行田の名物となった。

### 行田音頭
「行田音頭」は、昭和恐慌の影響が行田足袋産業にも及び、足袋職人の賃金引き下げや労働争議など不景気の暗雲が垂れ込めていた1934年（昭和9年）9月4日に、その不景気を払拭することを願い発表された。1933年（昭和8年）に「東京音頭」が、1934年（昭和9年）には「さくら音頭」が一世を風靡していたことに倣い、行田足袋を天下に宣伝し不景気風を払拭するには「行田音頭」しかないと、当時の忍町町長高木駿と行田商工会が発案したもので、忍町出身で多額の経済支援を郷里に行っていた大澤龍次郎（後の名誉市民）に協力を要請、すべての費用を大澤が出資して実現した。作るなら一流のものをとの考えから、作詞と作曲は「東京音頭」を作詞作曲した西条八十（作詞）、中山晋平（作曲）が手掛け、小唄勝太郎と三島一声が歌唱し、翌1935年（昭和10年）4月にはビクターが制作したレコードが発売された。
「行田音頭」には、足袋、忍の城あと、新兵衛地蔵、秀衡松、沼干といった当時の行田の風物詩が多数登場するが、なかでも足袋は「足袋の行田を想い出す」「待てど紺足袋気も白足袋を 誰が穿くやら気にかかる」と歌いこまれ、行田足袋の宣伝歌となった。完成の翌年には忍東照宮の春の大祭で奉納行田音頭競技大会が開かれるなど、行田の人々に広く歌い踊り継がれる風俗となった。やがて、足袋産業の衰退とともに「行田音頭」の歌詞を知る人も減少したことから、これを惜しんだ大澤龍次郎により、行田音頭の発表30周年を記念した1953年（昭和38年）11月26日、水城公園に行田音頭の10番まである全歌詞を刻んだ「行田音頭の碑」が建立された。
「行田音頭」はその後、歌詞に織り込まれたまちの風景が変わりゆくのにあわせて歌詞を変更・編曲した「新・行田音頭」が1996年（平成8年）に誕生したことにより歌われることは少なくなっていたが、2017年（平成29年）に結成された「行田音頭保存会」の取組により、小学校での「行田音頭」継承が試みられている。

### 観光

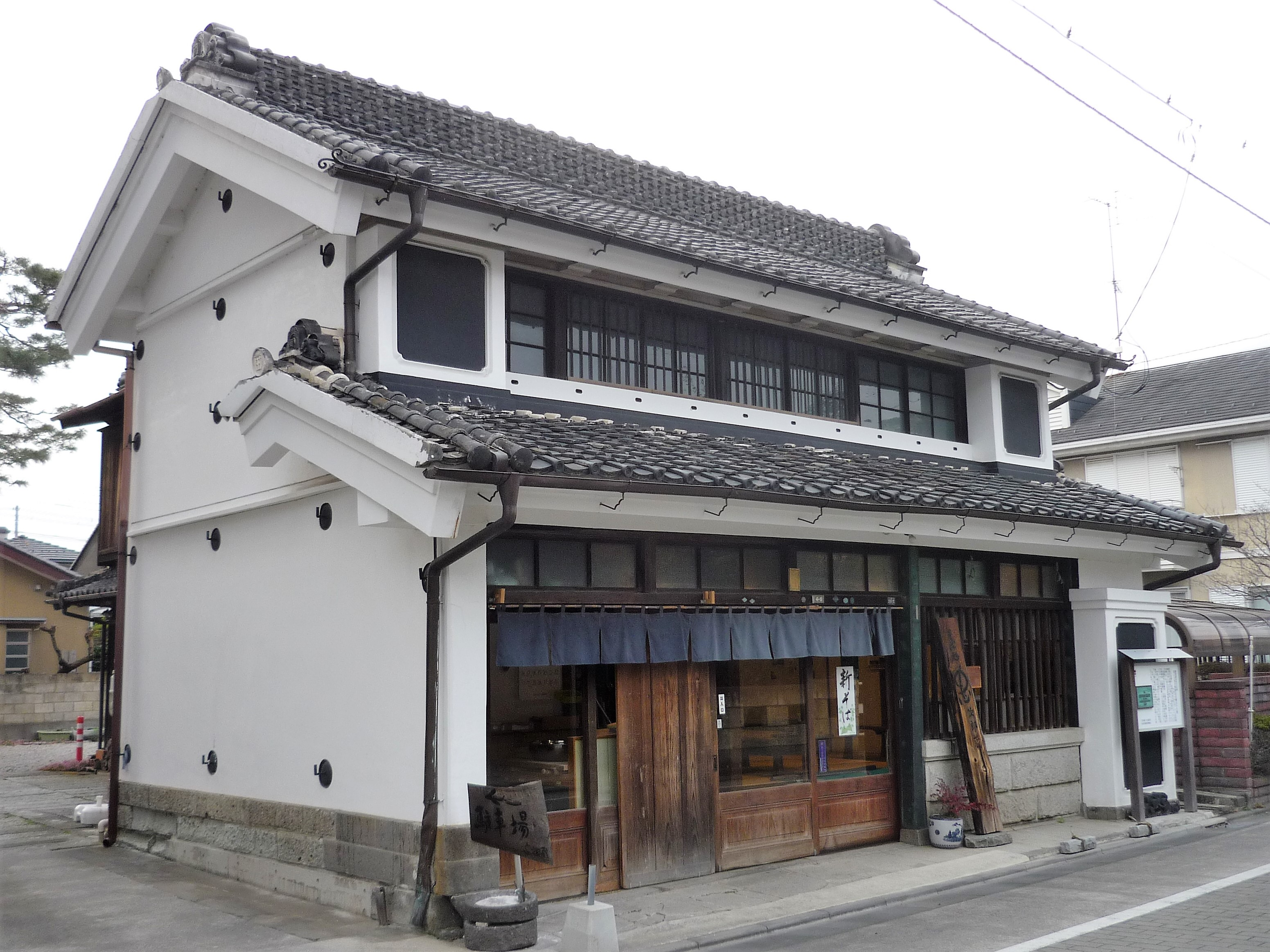
大正9年創業の小川忠次郎商店の足袋蔵（国の登録有形文化財）。2020年現在はそば屋として活用されている。

足袋は冬場の季節商品であり、出荷時期が10月頃に集中するため、行田市域には足袋を製造後、販売できるようになるまで保管しておくための「足袋蔵」が多数建造された。21世紀においては、この足袋蔵の多数残る町並みそのものを観光資源として、様々な取組が行われている。
忍城の城下町として発展した行田では、商店は表通りに面した幅に応じて課税されたため、通りに面する幅を狭く取り、奥に細長く敷地を取る商店が多い街並みが形成されたため、裏庭に足袋蔵が築かれた。蔵は豊かさの象徴として表通りに面して建造されていることが多いのに対し、行田の足袋蔵は裏通りに展開するところ、他地域の「蔵のまち」と趣を異にする。また、約80棟が現存するこれらの足袋蔵は、江戸末期から昭和30年代にかけて建造され年代により様々な建材が用いられたため、外観に統一性がないことも特徴的である。
埼玉県行田市へのアクセス
最寄りの鉄道駅は秩父鉄道行田市駅、市役所最寄りのバス停は「市役所前」である。
足袋とくらしの博物館
所在地:埼玉県行田市行田1-2
足袋産業全盛期の行田市域において典型的な中規模足袋商店であった牧野本店の足袋製造工場を改装し、工場の趣を多く残した博物館として2005年10月に開館した。行田足袋に関する展示物や元足袋職人による実演が行われている。

## 文化財指定等

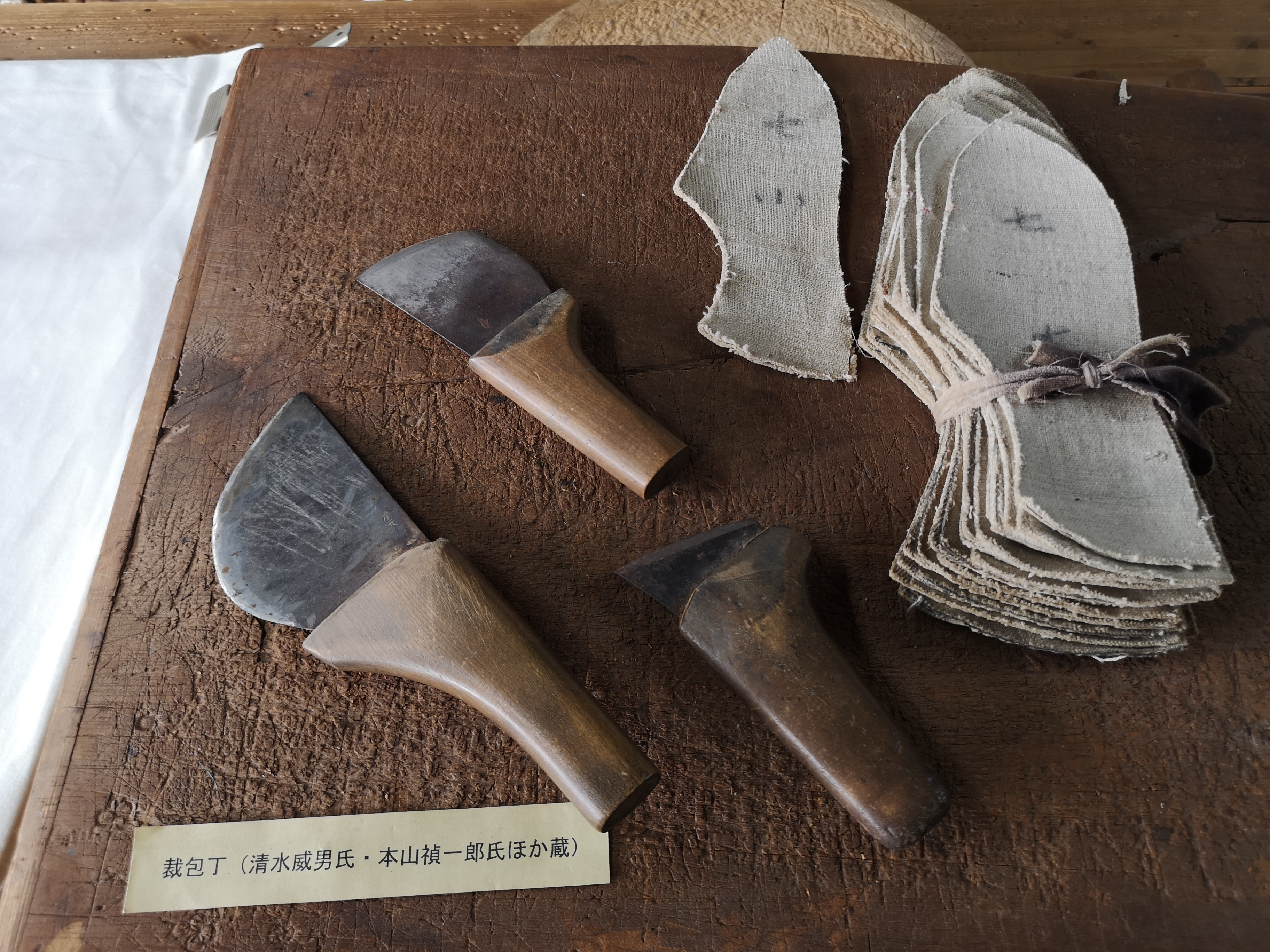
江戸時代以降の手工業で使用された工具や型

重要有形民俗文化財
行田市郷土博物館が収蔵する足袋製造用具（ミシン、裁断機、足袋金型、仕上げ道具等）と足袋製品、足袋部品の甲馳（コハゼ）、カラーで印刷された足袋商標など、4,971点の資料群が2015年（平成27年）3月、「行田の足袋製造用具及び製品」として国の登録有形民俗文化財に登録され、その後の2020年（令和2年）3月に製造用具4,219点と関係資料1,265点の計5,484点が「行田の足袋製造用具及び関係資料」として国の重要有形民俗文化財に指定された。
なお行田足袋の特徴として、江戸時代末期または明治時代初期から多様な色足袋や柄足袋が生産されてきたことが挙げられるが、2015年時点で登録有形民俗文化財に登録された足袋製品は白足袋または紺足袋であり、その他の色足袋や柄足袋は含まれていない。その他の色や柄のある各年代の足袋は、文献により生産されていたことは間違いないと思われるものの、現物が発見されていないことによる。
日本遺産
2017年（平成29年）から、「和装文化の足元を支え続ける足袋蔵のまち行田」として、行田足袋を含む構成文化財数十点が日本遺産に認定されている。認定ストーリー名称にある足袋蔵は、江戸時代末期から昭和30年代（1955年–64年）前半にかけて、生産した足袋を販売できるまで長期保管するために多数建造されたもので、2020年（令和2年）現在も約80棟の足袋蔵が現存する。
伝統的工芸品
2019年（令和元年）、「行田足袋」が経済産業省により伝統的工芸品に指定された。江戸時代半ばから特産品として名を馳せ、明治期には全国一の足袋産地となり、令和時代に至るまでの長期にわたり和装文化に欠かせない衣料として伝統を保持していることが評価された。